# Battaglia di Rorke's Drift
La battaglia di Rorke's Drift (nota anche come difesa di Rorke's Drift) fu combattuta tra il 22 e il 23 gennaio 1879 fra le truppe del Regno Unito e del Regno Zulu. Assieme alla battaglia di Isandlwana è uno degli episodi bellici più noti della guerra anglo-zulu, così come una delle ultime resistenze più celebri di sempre.
Rorke's Drift, situata vicino a un guado naturale (drift) sul fiume Buffalo, nel Sudafrica orientale, era una piccola missione protestante svedese sulla frontiera tra la Colonia del Natal e lo Zululand, sequestrata dall'esercito britannico e utilizzata come avamposto allo scoppio della guerra. I britannici vi lasciarono un ridotto distaccamento di uomini, in parte feriti e invalidi, e proseguirono quindi nell'invasione dello Zululand; essi vennero tuttavia in breve tempo sconfitti presso il monte Isandlwana con enormi perdite, facendo quindi fallire l'invasione ed esponendo l'indifesa Rorke's Drift alla rappresaglia degli zulu.
L'impi zulu, direttosi quindi contro l'avamposto, ne affrontò la guarnigione di centotrentanove soldati, avvisati dell'imminente attacco dai pochi scampati di Isandlwana. I britannici difesero con successo l'avamposto contro un intenso assalto di quattro-cinquemila guerrieri nemici; le soverchianti forze zulu arrivarono vicinissime a sconfiggerli, ma grazie alla superiorità tecnologica e alla propria disciplina i difensori riuscirono ad avere la meglio. La vittoria di Rorke's Drift permise all'esercito britannico di non perdere del tutto il proprio prestigio dopo Isandlwana, e consentì di impostare con successo il successivo contrattacco, che sarebbe culminato nella battaglia di Ulundi e nella sconfitta finale degli zulu pochi mesi più tardi.
La battaglia di Rorke's Drift, contraddistinta da numerosi episodi di eroismo, ma anche dal vile massacro finale dei feriti zulu, venne esaltata dalle autorità coloniali ed entrò presto nell'immaginario collettivo, venendo considerata come uno dei momenti più alti della potenza militare britannica. Fu inoltre la singola battaglia per cui venne concesso il maggior numero in assoluto di Victoria Cross (11), la più alta onorificenza militare britannica. Ancora oggi studiata nei manuali di strategia, ha avuto anche un grosso impatto nel mondo culturale, ispirando quadri, racconti, pellicole, canzoni, giochi e videogiochi.

## Antefatti

### Rorke's Drift

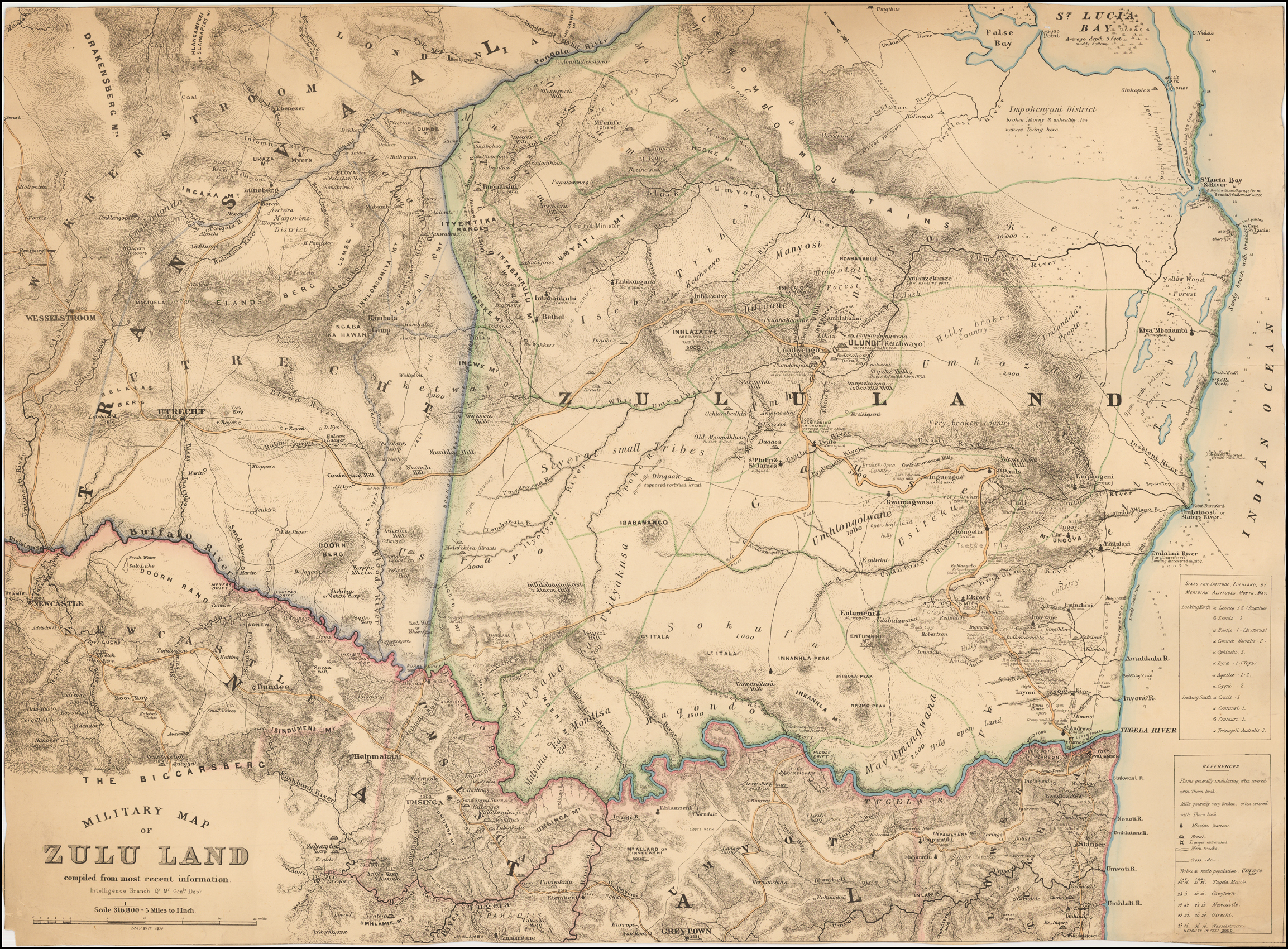
Mappa del 1879 del confine tra Natal, Transvaal e Zululand; Rorke's Drift si trova al centro, alla convergenza dei tre territori

La presenza umana nella zona di Rorke's Drift è attestata fin dall'età antica, poiché vi si trovava l'unico guado che permetteva di attraversare il fiume Buffalo, un affluente del Tugela. Sia il Buffalo che il Tugela presentano rive scoscese difficilmente percorribili, tranne nel punto in cui sarebbe sorto l'avamposto, dove il terreno digrada dolcemente fino a toccare l'acqua e dove è presente un fondale roccioso regolare che permette l'attraversamento anche a mezzi pesanti.
L'area, altamente strategica, venne quindi abitata per molti millenni dalle popolazioni indigene del Sudafrica; nel 1849 vi si stabilì il primo europeo, l'irlandese James Rorke, che vi fondò un emporio per il commercio col Regno Zulu. Mentre lo stabilimento venne battezzato dalle autorità coloniali Rorke's Drift per via del vicino guado, gli zulu lo chiamavano più semplicemente KwaJimu ("di James" in lingua zulu; Rorke stesso era detto uJimu dai locali, dei quali era amico). Rorke's Drift divenne così per alcuni anni un crocevia del commercio sudafricano, così come del contrabbando di armi verso lo Zululand, tanto che infine le autorità coloniali vi posero l'embargo.
Rorke, dopo più di vent'anni di permanenza in quella zona isolata, si suicidò nel 1875; la sua vedova fu costretta dalle difficoltà finanziare a vendere lo stabilimento. Rorke's Drift venne così acquisita prima dalla famiglia Surtees, e infine da Otto Witt, un missionario protestante della Chiesa di Svezia. Witt rinominò inoltre la vicina collina di Shiyane ("sopracciglio") come Oskarberg, in onore del sovrano svedese Oscar II e del santo Oscar di Brema. Subito prima della battaglia, la missione di Rorke's Drift era costituita da vari edifici, i principali dei quali erano l'emporio, il magazzino e l'abitazione di Witt, che fungeva anche da ospedale.

### Scoppio della guerra anglo-zulu

#### Rapporti antebellici anglo-zulu

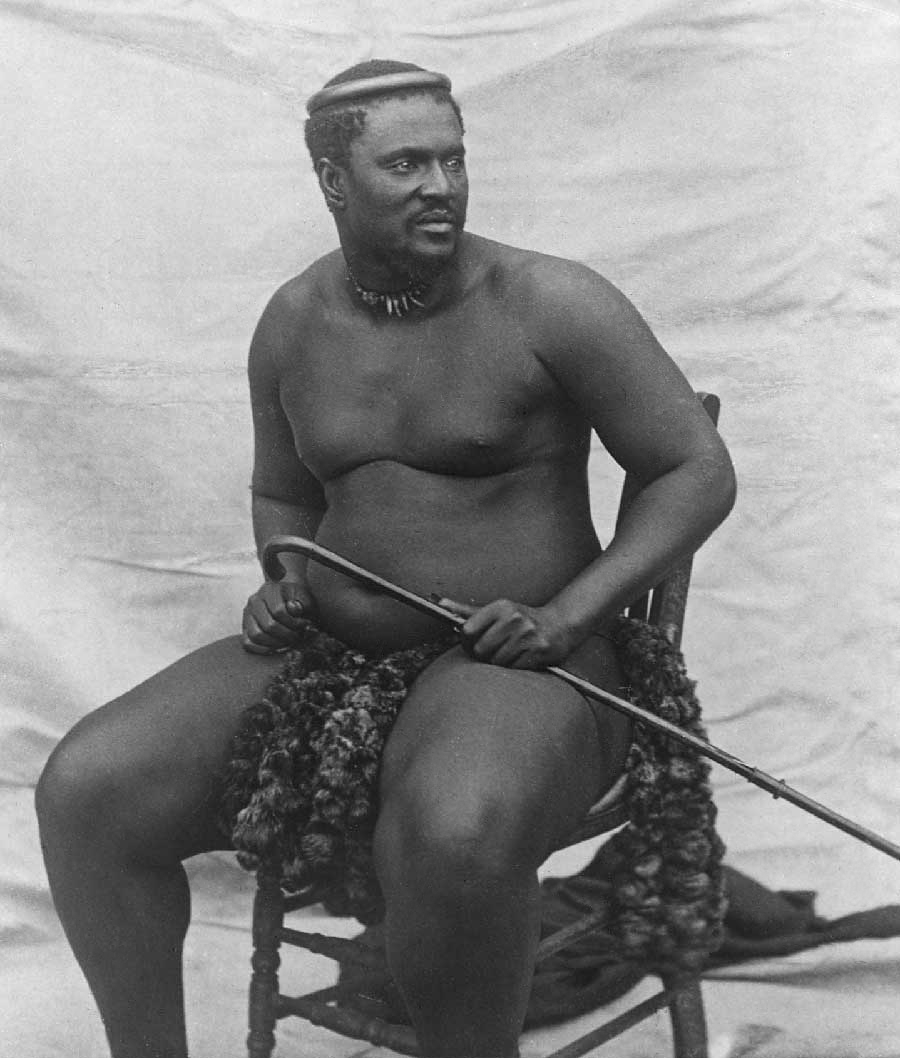
Cetshwayo, re degli zulu

Nel 1872 Cetshwayo successe al padre Mpande come nuovo re degli zulu e, inizialmente, cercò di mantenere buoni rapporti col Regno Unito, tanto che invitò al suo insediamento il Segretario per gli Affari Nativi sir Theophilus Shepstone affinché lo incoronasse. Shepstone, conoscitore della lingua e della cultura zulu, cercò quindi di influenzare il nuovo sovrano affinché conducesse una politica filo‐britannica e modernizzasse il proprio regno. Cetshwayo, inizialmente, accolse le sue richieste. Per alcuni anni la pace venne mantenuta, complice anche il disinteresse britannico nei confronti dello Zululand, ritenuto una terra marginale in confronto ai più ricchi territori della Colonia del Capo e del Natal. I britannici cercarono di unire questi due territori in una singola amministrazione e di espanderla, annettendo le varie piccole repubbliche vicine stabilite dai boeri, del tutto recalcitranti al dominio di Londra. Tali contrasti avrebbero portato nei decenni successivi alla prima e alla seconda guerra boera.
Gli stessi boeri si stavano nel frattempo mostrando sempre più aggressivi nei confronti degli zulu, volendo espandersi nelle loro terre. Nel 1877 si arrivò al punto di rottura e, in risposta agli attacchi dei boeri, Cetshwayo si preparò ad invadere con 30 000 guerrieri i loro piccoli Stati; Shepstone aveva ricevuto da Londra il mandato di annettere le repubbliche boere e sfruttò l'occasione per convincere la Repubblica del Transvaal a cedere la propria sovranità ai britannici, ottenendone una temporanea sottomissione e occupandola (molti ritennero che lo stesso re zulu avesse agito d'accordo con i britannici nel terrorizzare i boeri e favorire così l'amico Shepstone).

#### Origini del conflitto

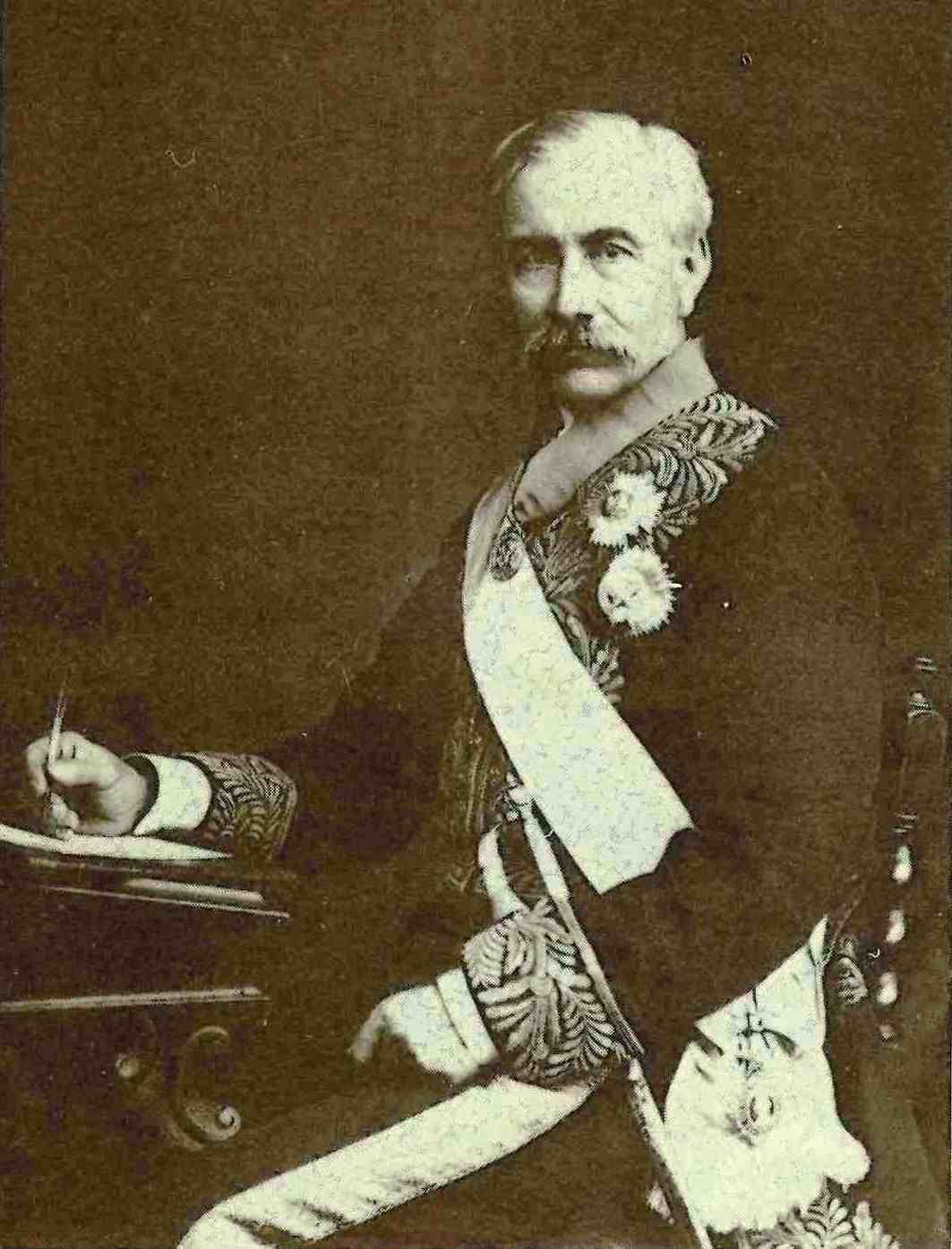
Henry Bartle Frere, Alto Commissario per il Sudafrica e principale responsabile dello scoppio della guerra

Nonostante avessero perso l'indipendenza, i boeri del Transvaal, tuttavia, non interruppero gli atteggiamenti espansionistici nei confronti degli zulu; divennero anzi ancor più intraprendenti, ritenendo che l'essere formalmente soggetti all'autorità britannica costituisse uno scudo contro le ritorsioni degli zulu, che non avrebbero potuto contrattaccare senza mettere in crisi l'"alleanza" con i britannici. Sebbene Shepstone si fosse illuso di aver stabilizzato l'area sudorientale della colonia, le tensioni zulu-boere non fecero che aumentare a causa dell'afflusso di coloni nello Zululand attraverso Rorke's Drift. Una qualche risposta africana era ragionevolmente imminente; sir Henry Bartle Frere, Alto Commissario per il Sudafrica, si convinse che una guerra con gli zulu fosse inevitabile, complice anche l'espulsione dei missionari europei e la persecuzione degli zulu convertiti al cristianesimo ordinate da Cetshwayo, sempre più sospettoso delle manovre dei bianchi. Sfruttando l'ampia autonomia concessagli da Londra, il governatore, istigato anche dai suoi ambiziosi e inesperti sottoposti, cominciò a prepararsi per l'invasione dello Zululand con l'intenzione di annetterlo ai domini coloniali britannici.
Le autorità coloniali, allarmate dalla bellicosità di Bartle Frere, alla fine del 1877 tentarono di risolvere la crisi istituendo una commissione anglo-boera per trattare con gli zulu, alla quale Cetshwayo inviò i propri rappresentanti. Nonostante la commissione avesse sostanzialmente rigettato le pretese boere sulle terre zulu, Bartle Frere segretamente ordinò a lord Chelmsford, comandante in capo delle truppe britanniche in Sudafrica, di prepararsi ad invadere lo Zululand. Anche a causa della vittoriosa repressione degli xhosa nell'ultima guerra della Frontiera del Capo, entrambi sottovalutavano gli zulu e contavano su una rapida vittoria. L'attitudine problematica di Bartle Frere era ormai nota, e venne per questo diffidato dal Parlamento britannico dall'intraprendere qualsiasi azione ostile nei confronti degli zulu; il primo ministro Benjamin Disraeli, inoltre, intendeva concentrare le forze britanniche nella seconda guerra anglo-afghana già in corso e non disperderle in giro per il mondo. Bartle Frere tuttavia ignorò ancora una volta gli ordini, agendo a tutti gli effetti di propria iniziativa e quindi illegalmente, sfruttando anche la lentezza delle ancora limitate comunicazioni telegrafiche.
L'11 dicembre 1878, sfruttando uno scontro minore tra pastori zulu e boeri sul confine tra Zululand e Natal, Bartle Frere inviò un ultimatum a Cetshwayo, recapitato da Shepstone, chiedendo la consegna dei colpevoli dell'aggressione ai danni dei boeri, la dissoluzione dell'amabutho (l'esercito zulu) e l'istallazione di un commissario europeo alla corte di Ulundi. I termini posti dal governatore erano deliberatamente inaccettabili per provocare il rifiuto del re degli zulu e giustificare quindi l'invasione. Come previsto Cetshwayo rigettò subito le richieste britanniche: era l'inizio della guerra anglo-zulu.

### Disastro a Isandlwana

#### Preparazione della guerra

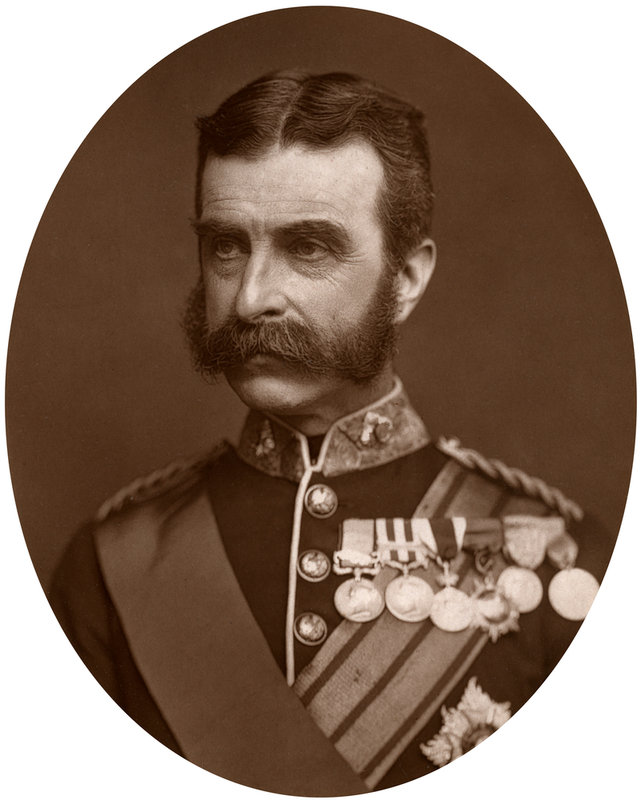
Frederic Thesiger, II barone Chelmsford, comandante delle forze inglesi in Sudafrica

Una volta ricevuto l'atteso rifiuto dal re degli zulu, Bartle Frere ordinò l'immediata mobilitazione delle truppe coloniali: la sconfitta del Regno Zulu avrebbe dato una nuova dimostrazione della potenza britannica, che avrebbe scoraggiato altre popolazioni africane e i boeri da eventuali propositi di ribellione. Certi di una facile e veloce vittoria, Bartle Frere e lord Chelmsford speravano così di acquisire meriti agli occhi della regina Vittoria e guadagnarne in termini di carriera - l'uno in politica, l'altro nell'esercito.
Grazie alla storica rivalità tra boeri e zulu, durante l'invasione i britannici ebbero il pieno sostegno dei primi, con numerosi boeri che si arruolarono nel Natal Native Contingent e combatterono nella guerra. Anche numerosi zulu appartenenti a tribù ostili all'autorità di Cetshwayo combatterono con i britannici.
Nonostante le rosee previsioni, i britannici incontrarono delle difficoltà ancor prima di iniziare i combattimenti: ammassati 12 500 uomini sulla frontiera fin dal dicembre 1878, lord Chelmsford non riuscì tuttavia a trovare rifornimenti sufficienti, anche per il mancato supporto del governatore del Natal sir Henry Bulwer, contrario alla guerra. Lord Chelmsford dovette quindi occuparsi personalmente dei rifornimenti, acquistando centinaia di carri e migliaia di buoi e cavalli, generando una bolla speculativa che coinvolse tutto il Sudafrica e che fece lievitare enormemente i costi della spedizione.
Imposta la legge marziale, in poche settimane Chelmsford riuscì a organizzare comunque il suo esercito, stabilendo il suo quartier generale a Rorke's Drift dopo averla requisita al legittimo proprietario Otto Witt, che poté comunque rimanervi ad abitare. Organizzò il suo esercito in tre colonne distinte, nell'attesa che giungesse la notizia che gli zulu avessero rifiutato l'ultimatum.

#### Invasione dello Zululand e sconfitta di Isandlwana

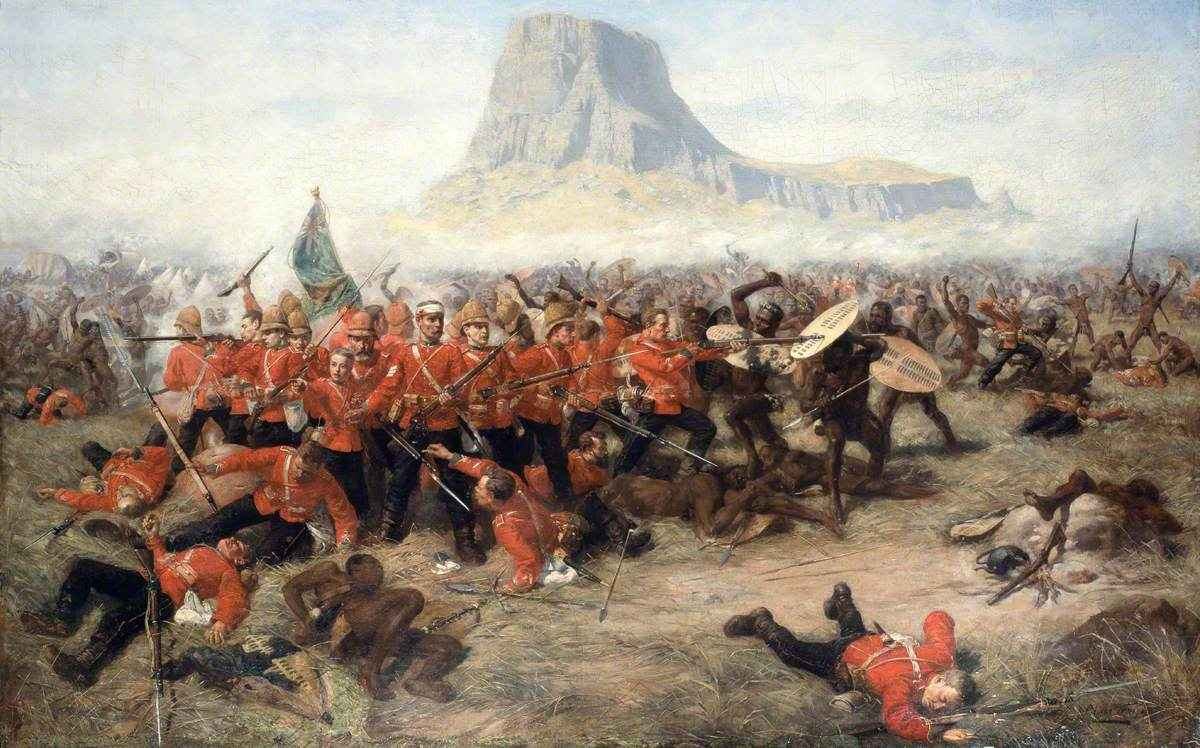
L'ultima resistenza a Isandlwana (Charles Edwin Fripp)

Ricevuta la risposta dal re Cetshwayo, il 10 gennaio 1879 Chelmsford ordinò alle truppe di prepararsi per l'invasione dello Zululand, che avrebbe avuto inizio nella notte dell'11 gennaio. Alle 3 del mattino l'esercito, composto dal 1º e dal 2º Battaglione del 24º Reggimento (anche detto 2º Reggimento Warwickshire) e supportato da varie unità del Natal Native Contingent, abbandonò quindi Rorke's Drift, lasciandovi solo una piccola guarnigione per controllare il guado assieme ai feriti e ai malati della spedizione, che riempirono quindi il piccolo ospedale. Nel frattempo Cetshwayo aveva ordinato la mobilitazione dell'esercito zulu, disponendo tuttavia che questo si limitasse a difendere lo Zululand senza sconfinare nel Natal; nonostante i timori di Chelmsford, nessuno ostacolò la fase iniziale dell'invasione; ciò contribuì a imbaldanzire i britannici.
L'avanzata britannica nello Zululand fu comunque molto lenta e cauta, con Chelmsford che temeva di subire imboscate da parte dell'impi zulu in qualsiasi momento, tanto che quando l'esercito si accampò sulle pendici del monte Isandlwana, il 20 gennaio successivo erano stati percorsi solo dieci chilometri, complici il terreno scosceso e accidentato della zona e la mancanza di strade percorribili. L'accampamento britannico, sebbene non direttamente visibile da Rorke's Drift, era comunque avvistabile con facilità salendo sull'Oskarberg, e data la vicinanza le comunicazioni rimanevano comunque frequenti e relativamente facili, tanto da consentirvi il rapido trasporto dei feriti conseguenti le prime scaramucce tra invasori e zulu.
Sfruttando la debolezza della posizione britannica, gli zulu riuscirono ad attirare lord Chelmsford e il grosso del suo esercito lontano da Isandlwana, per poi attaccare a sorpresa il 22 gennaio l'accampamento, fiaccato dal clima torrido e umido dell'estate australe. Dopo una resistenza durata alcune ore, i britannici esaurirono le munizioni e cominciarono a ritirarsi in totale disordine, provocando la rottura della linea difensiva e venendo caricati dall'impi, che travolse l'accampamento sulla montagna e uccise 1300 tra soldati e ausiliari. Nonostante gli zulu avessero subito ingenti perdite che avrebbero indebolito notevolmente l'impi, la battaglia di Isandlwana fu la più grave sconfitta di una potenza europea in Africa fino a quella subita diciassette anni dopo dal Regno d'Italia alla battaglia di Adua contro gli etiopi (1896).
Dabulamanzi kaMpande, fratello di Cetshwayo e comandante della retroguardia zulu, non aveva partecipato agli scontri di Isandlwana ed era ansioso di coprirsi di gloria. Disobbedendo quindi agli ordini del fratello, lo stesso 22 gennaio marciò immediatamente verso il vicino avamposto di Rorke's Drift per tagliare ogni via di fuga a lord Chelmsford, ritenendo che la ridotta guarnigione sarebbe stata facilmente annientata dalle sue molte migliaia di esperti guerrieri.

## Preludio

### L'allarme
(Il maggiore Henry Spalding a John Chard cedendogli il comando di Rorke's Drift.)

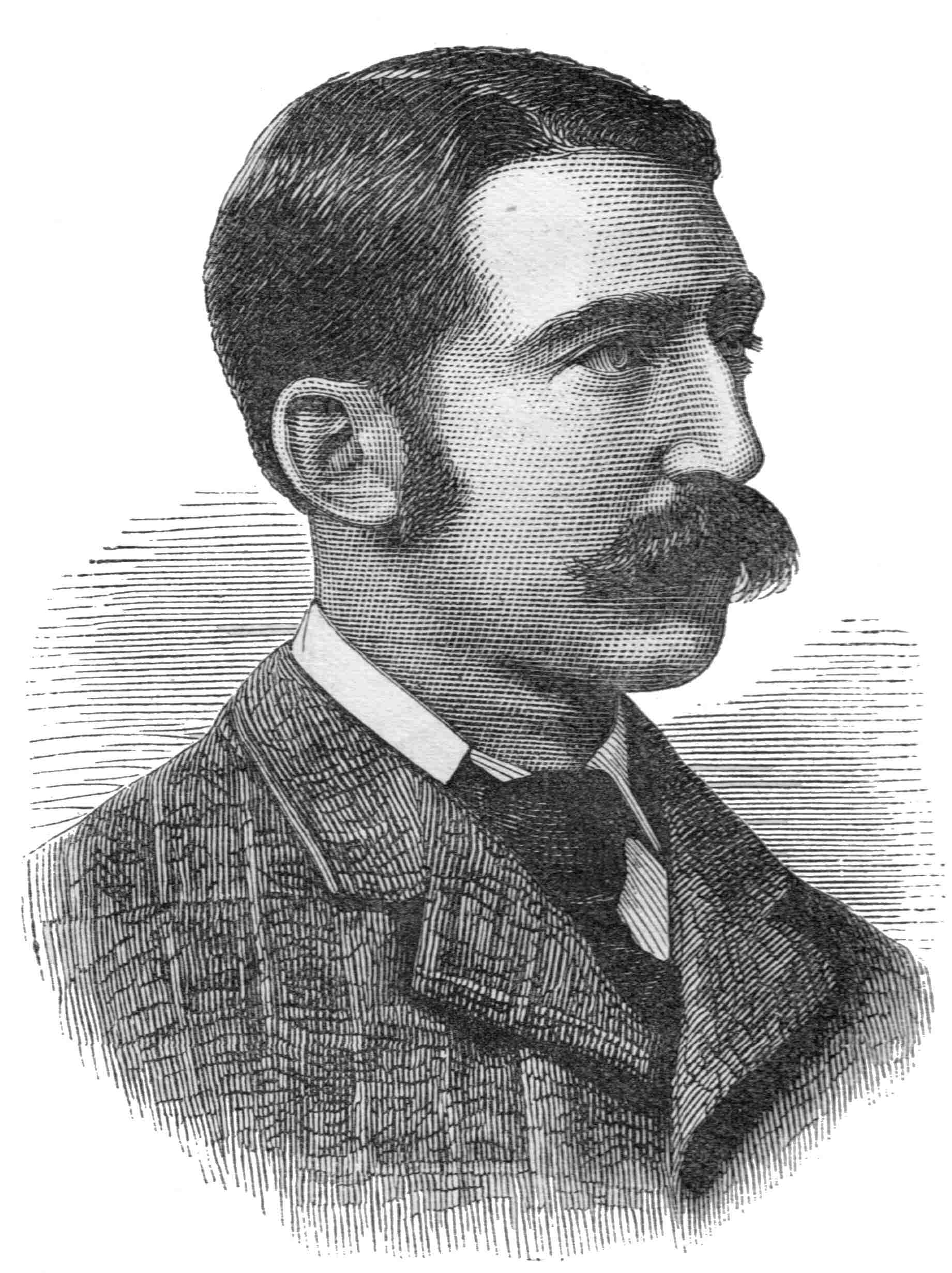
John Chard, comandante di Rorke's Drift

Il tenente John Chard, rimasto dapprima nelle retrovie e transitato da Rorke's Drift solo il 19 gennaio, si era trattenuto presso il fiume per riparare uno dei pontoni che lo attraversavano; poi, proprio la mattina del 22 gennaio, assieme a un drappello di genieri si recò in missione esplorativa e infine ad Isandlwana, venendo reindirizzato a Rorke's Drift con altri sei uomini perché la sua presenza non era ritenuta necessaria. In tal modo, scampò al massacro che si sarebbe consumato di lì a poco. Pur essendo sopraggiunto alla missione il maggiore Henry Spalding, suo diretto superiore, John Chard fu posto a comando della guarnigione quando Spalding decise di recarsi ad Helpmekaar per coordinare l'arrivo dei rinforzi, contando sul fatto che la situazione a Rorke's Drift fosse sotto controllo e che non vi fosse alcun pericolo per l'avamposto.

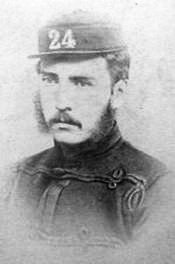
Gonville Bromhead, secondo in comando a Rorke's Drift

Tuttavia, già dopo poche ore la partenza di Spalding cominciarono ad arrivare i sopravvissuti al massacro di Isandlwana. Chard stesso, allontanatosi per scrivere dei dispacci sulla riva del Buffalo e in prossimità del guado, udì risuonare colpi di fucile dall'accampamento in lontananza e avvistò due uomini a cavallo galoppare forsennatamente verso Rorke's Drift. Si trattava del tenente Gert Adendorff del Natal Native Contingent e di un altro soldato, entrambi scappati da Isandlwana subito prima che l'accampamento fosse travolto. I due uomini riferirono a Chard della catastrofe, avvertendolo che l'impi avrebbe trovato strada libera se si fosse mosso all'assalto anche della guarnigione di Rorke's Drift. I tre rientrarono subito all'avamposto, dove il tenente Gonville Bromhead aveva già a sua volta ricevuto notizia, da altri fuggitivi di Isandlwana, di una larga forza zulu in avvicinamento. Si cominciò così a preparare in tutta fretta un perimetro difensivo. Sfruttando la posizione leggermente sopraelevata della missione, ne vennero recintati gli edifici principali (il magazzino e la casa di Witt che fungeva da ospedale) con tutto il materiale disponibile, compresi carri, sacchi di sabbia, casse di munizioni e persino borse adibite al trasporto delle razioni e barili di rum e succo di lime.

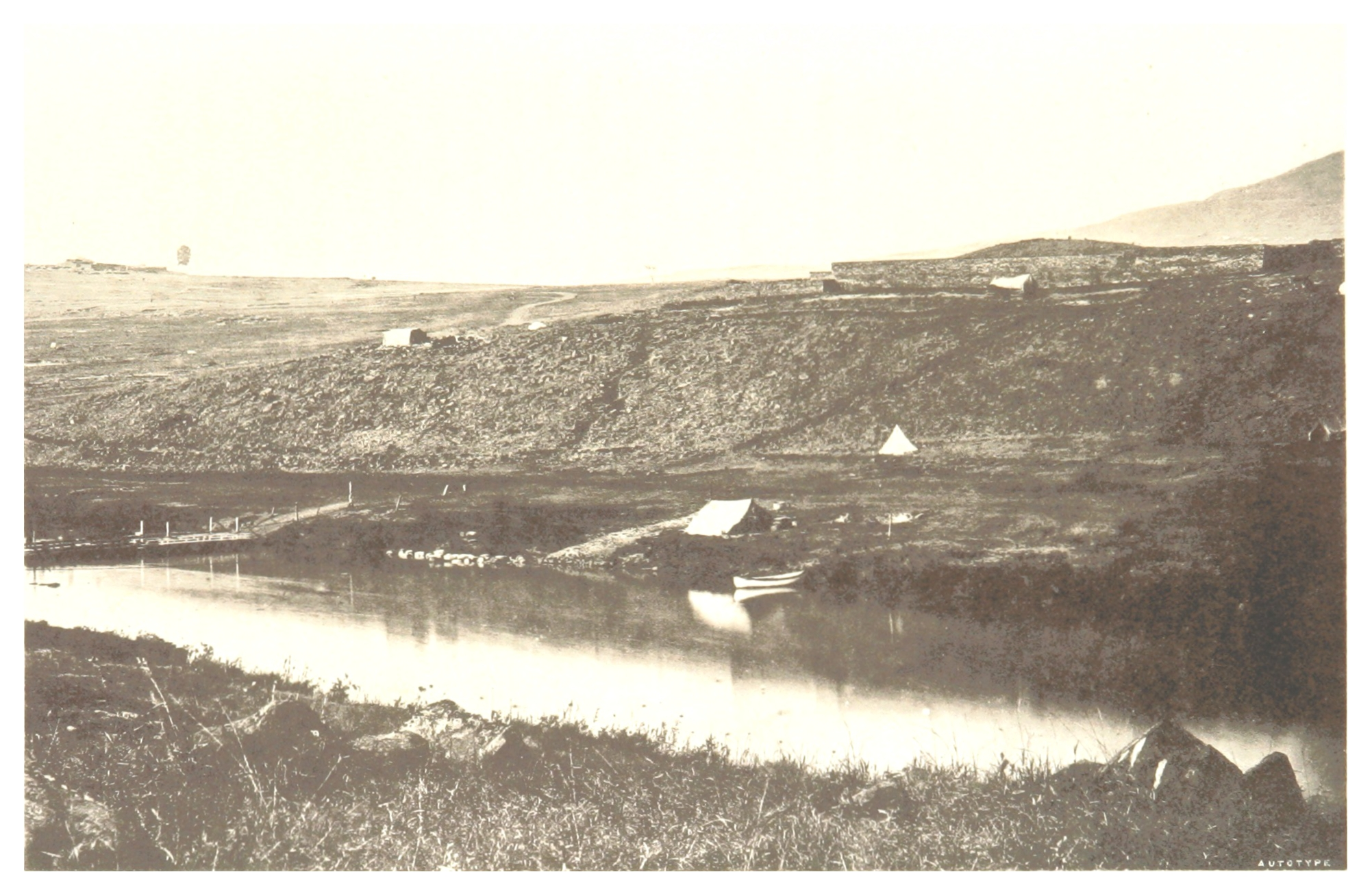
Il guado di Rorke's Drift in una foto d'epoca; è ben visibile sulla sinistra il pontone che lo attraversa e della cui riparazione si stava occupando il tenente Chard prima della battaglia

I tre ufficiali col grado più alto (i tenenti Chard e Bromhead e il sottotenente James Langley Dalton, vice assistente commissario) avevano compreso che non c'erano alternative se non provare a difendere l'avamposto: infatti una colonna, composta da un numero rilevante di feriti, avrebbe costituito un facile bersaglio per gli zulu e, come sottolineato da Dalton, in campo aperto la superiorità numerica e l'abilità nel combattimento corpo a corpo del nemico sarebbe stata travolgente. Il chirurgo del presidio James Henry Reynolds si oppose inoltre a qualsiasi tentativo di evacuazione dei malati, che vennero quindi in larga parte coinvolti nelle operazioni di fortificazione e poi nella difesa. A conferma dei timori degli ufficiali, altri sopravvissuti continuavano ad affluire da Insandlwana; decisero quindi che tale situazione non avrebbe dovuto ripetersi e rimasero a difendere Rorke's Drift. Ordinarono inoltre l'abbandono del guado, fino ad allora presidiato da un piccolo drappello di uomini, al fine di evitare perdite inutili e di concentrarsi sulla difesa dell'avamposto.
Il reverendo George Smith, cappellano militare di Rorke's Drift, totalmente ignaro degli eventi, salito nel frattempo sulla collina di Oskarberg assieme a Otto Witt per osservare i movimenti delle truppe a Isandlwana, avvistò presto tre consistenti gruppi di zulu attraversare il Buffalo e dirigersi verso l'avamposto. Smith e Witt corsero ad avvisare la guarnigione delle truppe in avvicinamento, permettendole così di avere alcuni minuti di vantaggio sul nemico. Smith, nonostante avesse avuto occasione di essere evacuato prima della battaglia, scelse di rimanere, distinguendosi durante gli scontri come staffetta per portare le munizioni fino alla prima linea.

### Ordine di battaglia

#### Britannici

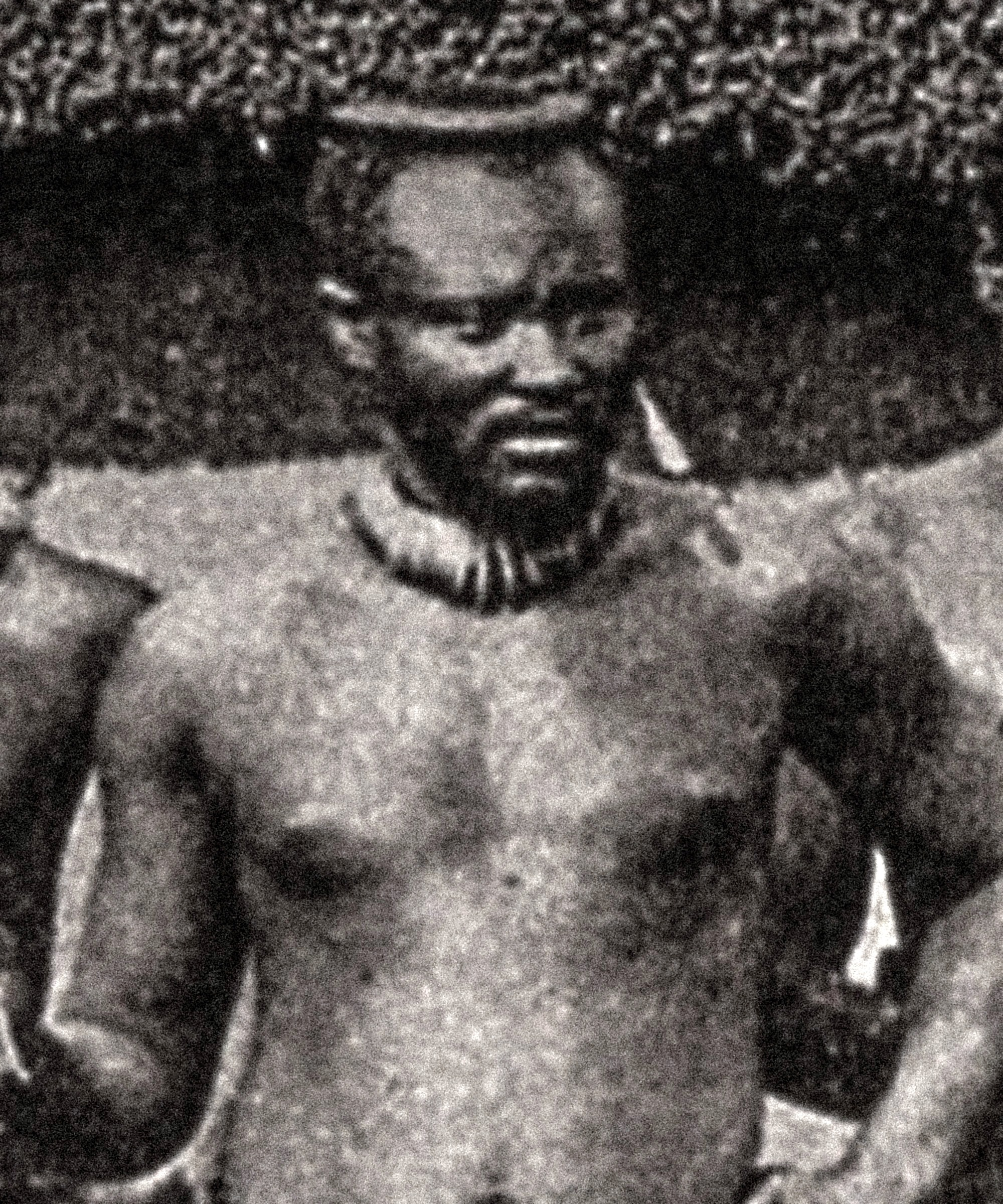
Dabulamanzi kaMpande, principe e comandante degli zulu (1880 circa)

Data l'imprevedibilità dell'inizio della battaglia, lo schieramento britannico non ebbe davvero il tempo di organizzarsi, dimostrandosi quindi estremamente disomogeneo: per la maggior parte i soldati presenti a Rorke's Drift appartenevano alla Compagnia B del 2º Battaglione del 24º Reggimento di Fanteria (detto per questo "2/24"), mentre il comandante dell'avamposto Chard era dei Royal Engineers e si era trovato nella posizione solo per caso. Infine i feriti e i malati ricoverati presso l'ospedale appartenevano a vari altri reggimenti. I britannici erano equipaggiati con moderni fucili Martini-Henry a retrocarica, permettendo così un veloce ricambio di munizioni e una più facile difesa. A ogni soldato venne assegnato un determinato settore dell'avamposto da difendere, che non avrebbe dovuto abbandonare per nessun motivo, salvo nuovo ordine; tutte le casse di munizioni furono inoltre aperte prima della battaglia per velocizzare la ricarica dei fucili e permettere così una difesa più efficiente.
Prima della battaglia giunsero anche alcuni drappelli del Natal Native Contingent, alcune centinaia di uomini (per la maggior parte africani o boeri) superstiti di Isandlwana, che si trattennero solo finché non giunse l'impi. Chard non aveva alcuna autorità su di loro, e non riuscì a impedire che in breve tempo disertassero per fuggire verso l'interno della Colonia del Natal. Gli altri sopravvissuti di Isandlwana giunti a Rorke's Drift o furono ricoverati nell'ospedale oppure, per la maggior parte, continuarono a fuggire verso Helpmekaar; solo il tenente boero Gert Adendorff del Natal Native Contingent e il soldato David Jenkins del 1º Battaglione rimasero a combattere, divenendo quindi gli unici due individui ad aver partecipato sia alla battaglia di Isandlwana che a quella di Rorke's Drift, avvenute nello stesso giorno. Un solo africano era presente dalla parte britannica durante la battaglia, lo zulu uMKungu, ricoverato con una gamba rotta nell'ospedale e ucciso quando l'edificio venne espugnato dall'impi.

#### Zulu

Formazione dell'impi ("corna di bufalo") zulu: 1 = nemico, 2 = fianchi o "corna", 3 = centro o "petto", 4 = retroguardia o "lombi". La retroguardia di Isandlwana fu poi quella che assaltò Rorke's Drift

Le forze zulu in avvicinamento erano di gran lunga più numerose di quelle avversarie: i reggimenti uDloko, uThulwana, iNdlondo e iNdluyengwe contavano in totale più di 4000 guerrieri; assegnati alla retroguardia dell'impi a Isandlwana, costituivano delle forze fresche che non accusavano la stanchezza della battaglia. Gli zulu, capitanati dal principe Dabulamanzi kaMpande, comandante del reggimento uDloko, erano ansiosi di coprirsi di gloria, poiché sarebbe stato disonorevole rientrare alle proprie case senza aver nemmeno visto il combattimento. Furono soprattutto i guerrieri veterani del reggimento uThulwana, ansiosi di mettersi in mostra agli occhi di re Cetshwayo, a premere per attaccare Rorke's Drift nella convinzione di poter espugnare facilmente l'avamposto, contravvenendo per altro all'ordine di attaccare i britannici solo in campo aperto.
Nonostante l'opinione comune ritenga che fossero equipaggiati solo con scudi di pelle di mucca e zagaglie, gli zulu avevano anche un numero significativo di armi da fuoco, soprattutto fucili rubati ai caduti britannici a Isandlwana oppure antiquati moschetti ad avancarica risalenti addirittura a un secolo prima. Stime ritengono che grazie alla vittoria di Isandlwana l'impi zulu sia venuto in possesso di almeno 800 fucili Martini-Henry e 40 000 munizioni, in parte subito riutilizzati a Rorke's Drift (anche se una parte degli zulu rifiutò sempre l'utilizzo delle armi da fuoco, giudicate uno strumento "codardo"). Stesso destino non toccò invece a buoi e cavalli dei britannici, che vennero per la maggior parte uccisi, poiché tradizionalmente gli zulu combattevano a piedi e attribuivano l'uso della cavalleria esclusivamente agli europei.

## La battaglia

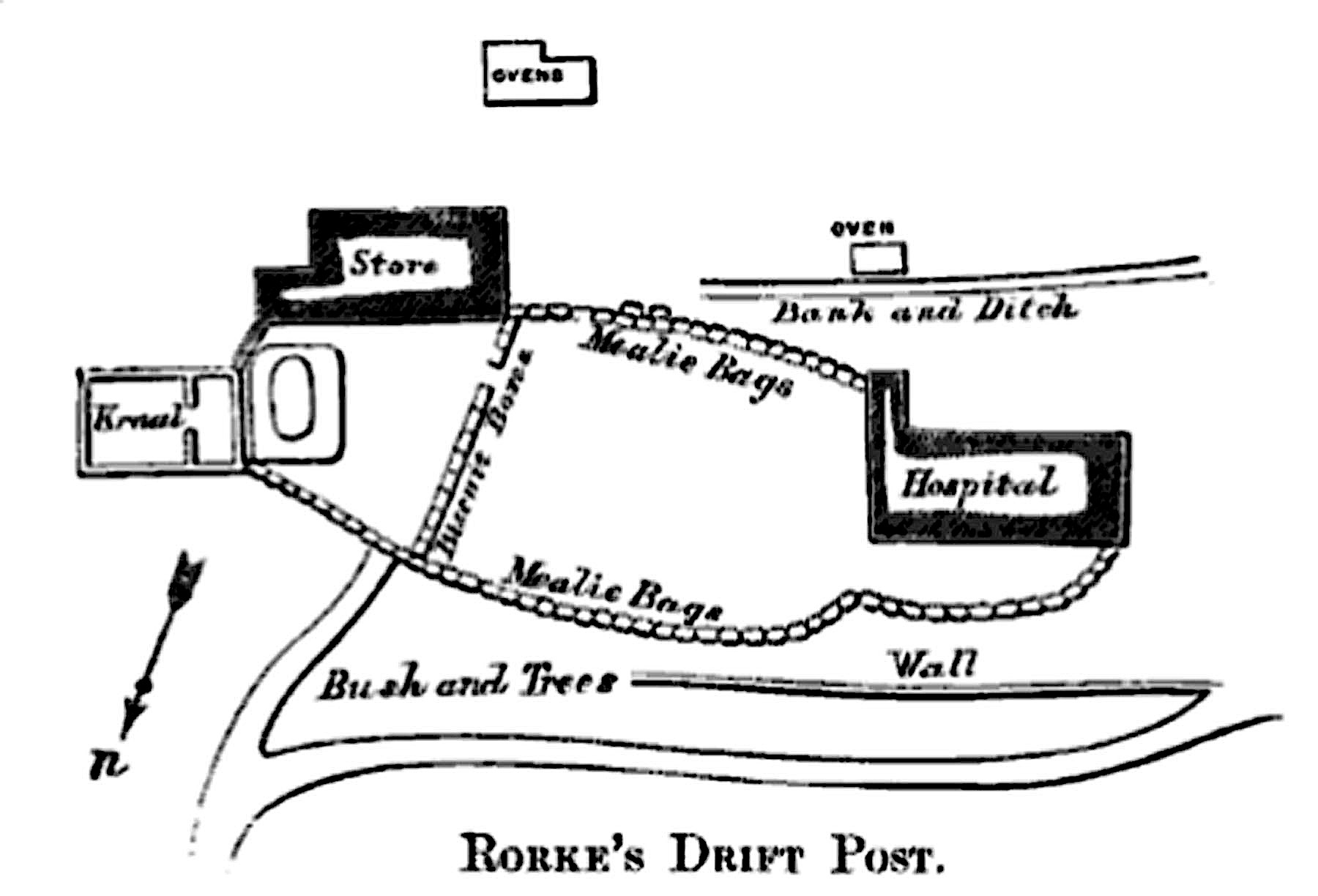
Planimetria dell'avamposto di Rorke's Drift, recintato in previsione della battaglia

Mentre la guarnigione di Rorke's Drift era impegnata a fortificare l'avamposto, i drappelli del Natal Native Contingent vennero inviati verso il Buffalo e l'Oskarberg per monitorare l'avanzata nemica e ritardarla quanto più possibile. Nel frattempo l'impi si era diviso in due: i reggimenti uThulwana, iNdlondlo e uDloko, forti di circa 500 guerrieri l'uno, si erano diretti verso l'Oskarberg, mentre il più consistente iNdluyengwe aveva proseguito direttamente verso la missione, saccheggiando e bruciando le fattorie sparse dei coloni e setacciando il territorio in cerca di fuggitivi britannici prima di andare all'assalto. Nei pressi del fiume gli zulu si erano attardati per alcuni minuti per praticare dei riti propiziatori, prima di riprendere ad avanzare.
Alle 17:00 l'impi venne avvistato a pochi minuti di cammino da Rorke's Drift. A questo punto i rimanenti effettivi del Natal Native Contingent, scossi dal massacro di Isandlwana al quale avevano assistito e dal quale erano riusciti a ritirarsi senza eccessive perdite, dopo aver scambiato alcuni colpi di fucileria col nemico disertarono, senza che i loro comandanti britannici riuscissero a ricondurli all'obbedienza. Vedendo i camerati fuggire, il contingente nativo di Stephenson, che pure aveva aiutato a fortificare Rorke's Drift, li seguirono evacuando verso Helpmekaar, la cittadina più vicina. Indignati per l'abbandono, alcuni soldati aprirono il fuoco verso i fuggiaschi, uccidendo il caporale Wilhelm Anderson. Anche Otto Witt, la cui famiglia si trovava indifesa in una casa non lontana e che non voleva lasciare da sola, fuggì subito prima della battaglia, portando con sé un ufficiale troppo malato per combattere.
Di colpo le forze dei difensori si erano ridotte di molto: di alcune centinaia di uomini iniziali ne restavano circa 150, di cui solo 139 abili al combattimento, dei quali una trentina circa erano comunque feriti o malati. Chard comprese subito la necessità di ridurre il perimetro, escludendo quindi l'ospedale e organizzando in tutta fretta una seconda linea di difesa più arretrata usando scatole di gallette. Mentre i nativi si allontanavano, alle 17:30 il soldato Frederick Hitch, di vedetta sul magazzino, avvisò che una colonna nemica stava arrivando. Quasi contemporaneamente altri zulu apparvero sulla cima dell'Oskarberg, che sovrastava l'avamposto, cominciando a sparare dall'alto sui soldati della guarnigione. Dalla sua postazione sopraelevata Hitch fu il primo dei difensori a rispondere al fuoco, per poi discendere e unirsi al resto dei commilitoni. Il tenente Henderson del Natal Native Contingent e il civile Bob Hall, due superstiti di Isandlwana che fino ad allora si erano trattenuti nei pressi dell'avamposto, dopo aver sparato alcuni colpi contro gli zulu montarono a cavallo e fuggirono, ultimi a riuscire a farlo prima della battaglia.

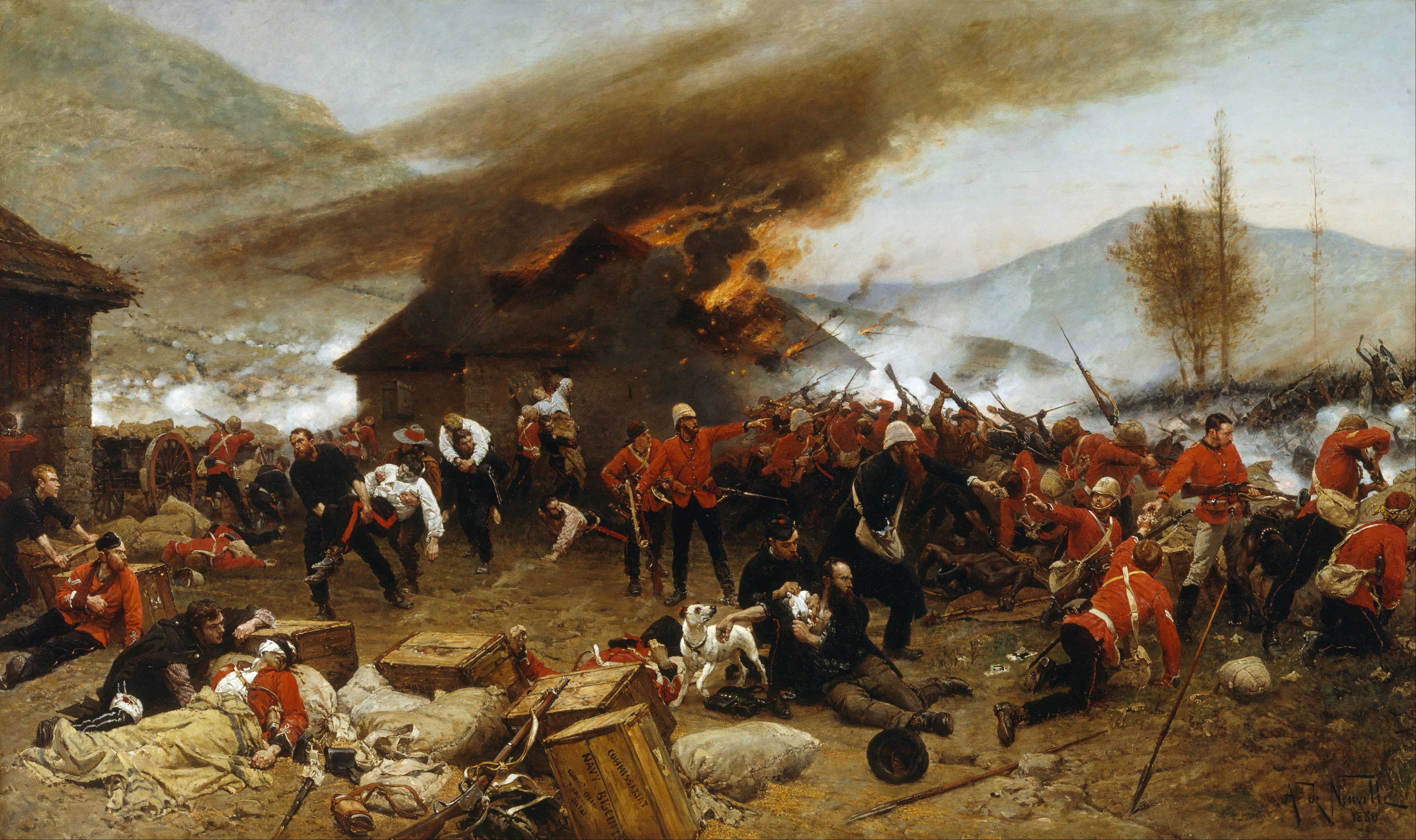
La difesa di Rorke's Drift (Alphonse-Marie-Adolphe de Neuville)

Immediatamente i difensori aprirono il fuoco, con gravi perdite per gli zulu, che riuscirono comunque ad avvicinarsi abbastanza agevolmente per via della conformazione dell'ambiente attorno a Rorke's Drift, ricco di alberi, arbusti, massi e muretti che fornivano riparo dal fuoco britannico. I guerrieri dell'impi, dispostisi nella tipica formazione a corno e intonando canti di guerra, circondarono l'avamposto e lo caricarono subito da tutti i lati (pur evitando di ammassarsi nei punti dove non c'erano ripari): il reggimento iNdluyengwe attaccò per primo, seguito presto dagli altri reggimenti zulu. Ai britannici era stato concesso il fuoco a volontà, ma non fu abbastanza per fermare l'assalto nemico, e tra le barricate iniziarono scontri corpo a corpo e con le baionette. Gli zulu da dietro il muro cercavano di strappare i fucili dalle mani dei difensori, colpendo i soldati nemici con le loro zagaglie e utilizzando i loro scudi di pelle di mucca per ripararsi. Il fuoco zulu, sia tra le barricate sia da sopra la collina, pur sparato per la maggior parte con antiquati moschetti, iniziò comunque a causare vittime e feriti tra i difensori, anche se i più capaci cecchini britannici causarono morti anche sull'Oskarberg. Divenne chiaro per Chard che il muro frontale, sotto continuo attacco, non poteva essere difeso: alle 18:00 i britannici si ritirarono nel cortile interno.
Intanto l'ospedale, affidato a Bromhead e Dalton e dove i combattimenti infuriavano con maggior violenza, era diventato ormai impossibile da difendere. L'edificio era composto per la maggior parte da stanze senza comunicazione interna, costringendo quindi i difensori ad aprire numerosi fori nelle pareti, da usare come feritoie; esse tuttavia divennero un pericolo per gli stessi difensori, poiché gli zulu le usavano a loro volta per sparare all'interno. Alcuni tra coloro che rimasero nella struttura riuscirono a respingere gli zulu per un certo tempo e a ritirarsi da una stanza all'altra e infine all'esterno, quando gli zulu appiccarono il fuoco all'edificio. Quelli invece che rimasero nell'ospedale, malati compresi, furono massacrati quando infine gli zulu riuscirono a penetrarvi.

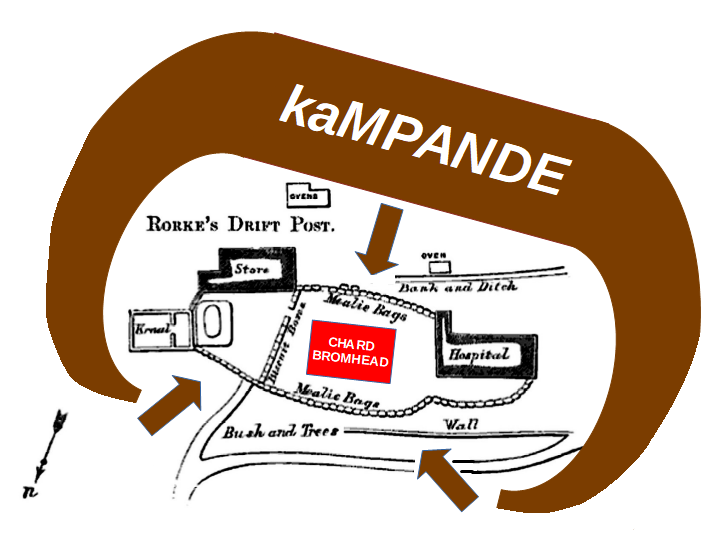
Battaglia di Rorke's Drift (schema)

Alle 19:15 l'ospedale era ormai perduto, con solo una manciata di difensori e malati riusciti a fuggire e a raggiungere il resto della guarnigione (altri non vi riuscirono, ma sopravvissero perché si erano nascosti tra i cadaveri o le folte frasche). Per fortuna dei britannici l'impeto del primo assalto zulu si esaurì col calare della notte, quando gli attacchi, pur continuando, si fecero via via più deboli. Vedendo che la semplice forza bruta non sarebbe bastata per espugnare l'avamposto, gli attaccanti cambiarono tattica: molti guerrieri cessarono di caricare all'aperto e provarono ad avvicinarsi alle barricate strisciando e sfruttando le irregolarità del terreno. Ancor più col calare dell'oscurità, quando anche i cecchini sulla collina, che non erano più in grado di sparare, si unirono ai nuovi assalti. Data la ristrettezza del fronte della battaglia, gli zulu attaccavano a gruppi di 300 o 400 guerrieri per volta per non intralciarsi; in questo modo però riducevano paradossalmente il proprio vantaggio numerico, lasciando ogni volta decine di nuovi caduti sul terreno.
La battaglia continuò furiosamente per diverse ore, ma infine il comando del principe Dabulamanzi, già incerto dall'inizio degli scontri, divenne a tutti gli effetti inconcludente; la coesione degli zulu, ormai esausti e demoralizzati, col buio si disgregò, e i difensori poterono azzardare anche qualche contrattacco per riprendere i settori perduti delle barricate. Verso mezzanotte gli assalti cominciarono a diminuire, complice l'incendio dell'ospedale che illuminava a giorno il campo di battaglia e non permetteva più agli zulu di raggiungere le barricate in modo furtivo. Una sortita riuscì a recuperare alcuni galloni d'acqua dalla riserva idrica della guarnigione, che non era stata inclusa nel perimetro di difesa per via del poco tempo avuto per predisporlo; i difensori poterono così dissetarsi.

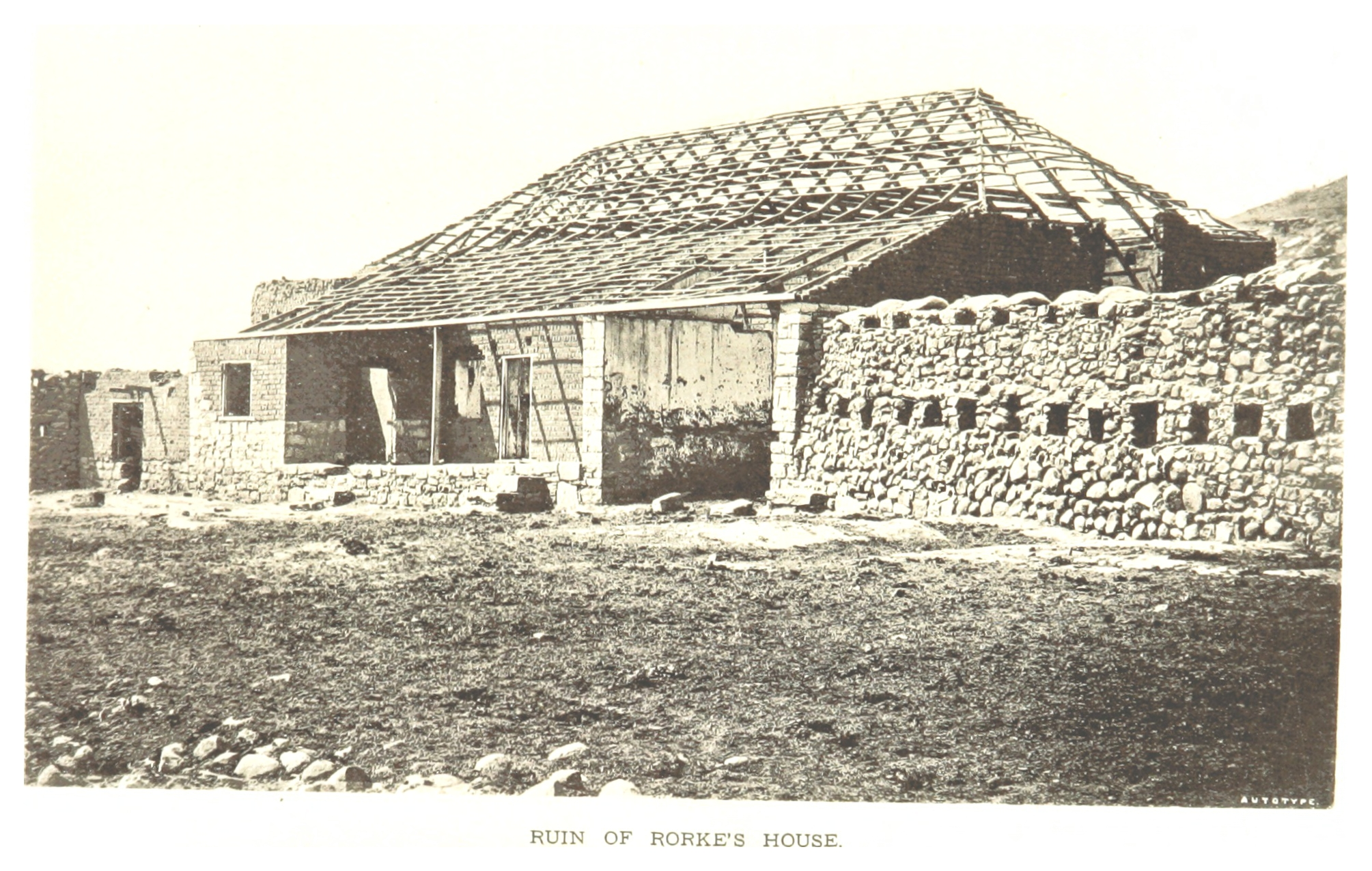
Fotografia dei resti dell'ospedale dopo la battaglia

Dopo una notte insonne passata in allerta, all'alba del 23 gennaio i soldati videro che gli zulu si erano ritirati. In totale diciassette difensori erano rimasti uccisi durante gli scontri, cinque dei quali colpiti dai cecchini zulu appostati sull'Oskarberg oppure dietro le barricate, e dieci erano rimasti feriti. Gli zulu invece avevano lasciato sul campo tra 350 e 500 guerrieri, morti o feriti. Dei 20 000 proiettili lasciati da Chelmsford nel magazzino di Rorke's Drift come riserva ne erano stati utilizzati 19 400 durante la battaglia, ovvero il 97%.
Alle 8:00 i difensori furono infine raggiunti dai rinforzi britannici: lord Chelmsford, rientrato a Isandwlana dopo non essere riuscito a rintracciare l'impi, aveva scoperto il massacro dell'accampamento, nonostante alcune staffette lo avessero avvertito dei combattimenti in corso (aveva tuttavia ritenuto la situazione sotto controllo e aveva continuato ad avanzare, ignaro della reale gravità degli avvenimenti). Intuendo la successiva mossa dei nemici, si era subito precipitato a Rorke's Drift con tutti gli uomini che gli rimanevano, troppo tardi per partecipare alla battaglia, ma in tempo per prevenire nuovi attacchi. Inizialmente i difensori scambiarono i rinforzi per nuovi attaccanti, ma, compreso l'errore, poterono tirare un sospiro di sollievo: la battaglia era infine conclusa.

## Dopo la battaglia

### Il massacro dei feriti zulu
Al termine degli scontri, i sopraggiunti soldati di Chelmsford, memori degli orrori visti ad Isandlwana, cominciarono sistematicamente ad uccidere i numerosi feriti zulu rimasti sul campo di battaglia, lasciandone vivi solo tre su diverse centinaia, che vennero comunque impiccati poco dopo. Il giorno prima, ad Isandlwana, gli zulu avevano profanato i corpi dei caduti britannici sottoponendoli allo sventramento rituale del qaqa, che per la loro tradizione serviva a liberare l'anima del defunto affinché non perseguitasse l'uccisore, oppure all'intelezi, ovvero l'amputazione della testa per permettere l'utilizzo dei peli facciali nella medicina tradizionale.
L'efferatezza si sarebbe protratta per tutto il resto della guerra, con i britannici che presero l'abitudine di non fare prigionieri e massacrare le forze zulu fino all'ultimo uomo. Il generale Henry Evelyn Wood in seguito negò che l'esercito britannico si fosse macchiato di atrocità nei confronti degli zulu, ma le testimonianze e le prove raccolte dagli stessi giornali britannici dimostrarono il contrario. Le battaglie di Isandlwana e Rorke's Drift da sole furono comunque devastanti per la forza militare zulu, con migliaia di guerrieri morti e mortalmente feriti che andarono ad assottigliare considerevolmente l'impi, rendendolo quindi meno efficace e temibile.

### A Rorke's Drift

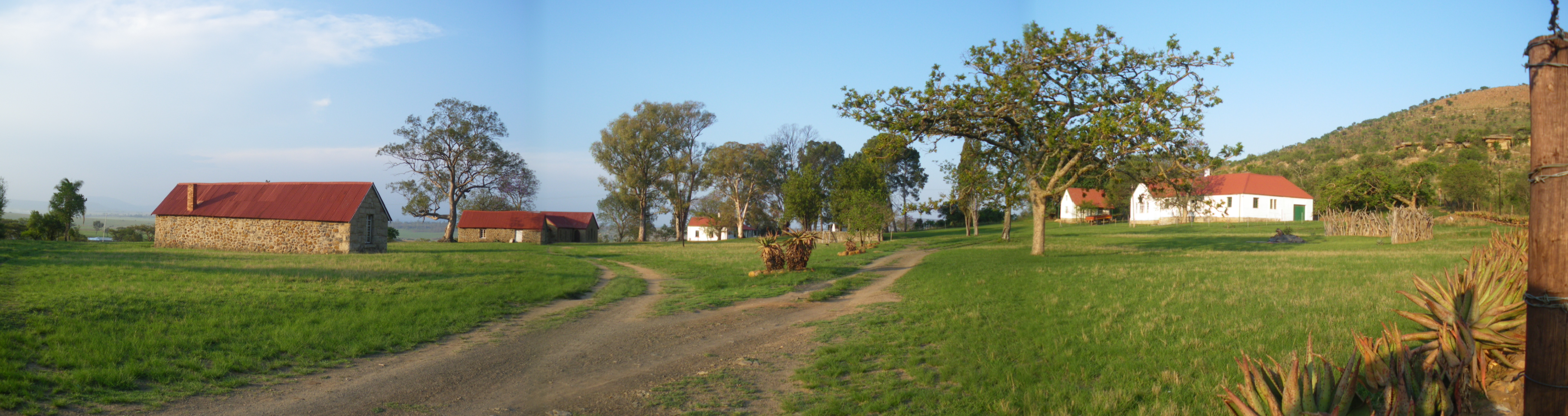
Fotografia moderna del sito della battaglia di Rorke's Drift

Nell'avamposto di Rorke's Drift, i sopravvissuti rimasero senza adeguate cure mediche e riparo dalle piogge torrenziali dell'estate australe; come risultato, si diffusero malattie quali il tifo e il colera, che causarono altre morti. Molti, inoltre, accusarono il trauma subito: Gonville Bromhead, pure considerato come uno degli eroi tra i difensori, non si riprese più dall'esperienza e per tutto il resto della vita rimase scostante e riluttante a parlarne, probabilmente sofferente di disturbo da stress post-traumatico, ancora non conosciuto all'epoca e per questo mai adeguatamente trattato; molti altri, traumatizzati dall'esperienza, non riuscirono più a riadattarsi alla vita civile, venendo quindi confinati ai margini della società. L'esempio più notevole fu Christian Ferdinand Schiess, premiato con la Victoria Cross per il suo eroismo, ma morto nell'indigenza appena cinque anni dopo la battaglia. La situazione non migliorò nei mesi successivi, con la maggior parte degli uomini che avevano preso parte alla battaglia rimasti a Rorke's Drift, in preda alla paranoia di nuovi attacchi e vittime di numerosi falsi allarmi. Gli stessi difensori si dovettero inoltre occupare dell'inumazione dei cadaveri dei combattenti appartenenti ad entrambi gli eserciti; Chard si occupò degli zulu e Bromhead dei britannici. I primi vennero seppelliti in una grande fossa comune, mentre i secondi singolarmente in un piccolo cimitero creato per l'occasione, dove in seguito venne eretto un monumento.
Il complesso di Rorke's Drift continuò nella sua funzione di missione protestante per molti decenni ancora, divenendo nel XX secolo una scuola e un ospizio. Più tardi l'istituto si specializzò, divenendo un'accademia d'arte tradizionale africana, sempre gestita dalle autorità svedesi. Rorke's Drift esiste ancora oggi, benché la disposizione odierna degli edifici, ricostruiti dopo la battaglia, non corrisponda a quella dell'epoca. Sul luogo è presente un piccolo museo in ricordo della battaglia, facilmente raggiungibile dal resto del Sudafrica.

### Riconoscimenti e critiche

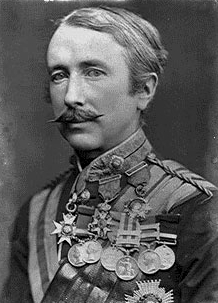
Il generale Garnet Wolseley, uno dei principali oppositori delle celebrazioni di Rorke's Drift

In tutto, per la vittoriosa difesa di Rorke's Drift vennero concesse ben undici Victoria Cross, il più alto numero mai distribuito per una sola battaglia in tutta la storia dell'esercito britannico, un autentico primato. In realtà tutti i difensori di Rorke's Drift erano stati proposti per il riconoscimento, ma le autorità optarono infine per concederlo solo ai più valorosi; inoltre la candidatura del soldato Michael McMahon, inizialmente raccomandato per un riconoscimento, venne respinta perché accusato di furto e diserzione.
I premiati furono i seguenti:
- tenente John Chard, Royal Engineers, comandante di Rorke's Drift;[194]
- tenente Gonville Bromhead, 24º Reggimento Fanteria, secondo in comando di Rorke's Drift;[194]
- sottotenente James Langley Dalton, Dipartimento dei Trasporti, responsabile delle fortificazioni e combattente più anziano della battaglia;[195]
- caporale William Wilson Allen, 24º Reggimento Fanteria;[196]
- caporale Christian Ferdinand Schiess, volontario svizzero del Natal Native Contingent, primo non britannico a ricevere la Victoria Cross;[197]
- chirurgo maggiore James Henry Reynolds, Corpo Medico, chirurgo del presidio;[198]
- soldato Frederick Hitch, 24º Reggimento Fanteria;[196]
- soldato Alfred Henry Hook, 24º Reggimento Fanteria, cuoco del presidio;[196]
- soldato Robert Jones, 24º Reggimento Fanteria;[196]
- soldato William Jones, 24º Reggimento Fanteria;[196]
- soldato John Williams, 24º Reggimento Fanteria.[194]

In aggiunta, altri quattro uomini ricevettero la Distinguished Conduct Medal:
- sergente Frank Bourne, 24º Reggimento Fanteria;
- cannoniere John Caldwell, 5ª Brigata d'Artiglieria;
- secondo caporale Francis Attwood, Corpo dei Servizi;
- soldato John William Roy, 24º Reggimento Fanteria.

I riconoscimenti di Rorke's Drift non incontrarono tuttavia l'apprezzamento generale: era evidente la manovra del governo britannico volta a far dimenticare la terribile disfatta di Isandlwana, tanto che il generale Garnet Wolseley, che pure distribuì alcune delle medaglie, dichiarò: «è mostruoso proclamare eroi coloro che non sono riusciti a fuggire e hanno combattuto come topi per salvarsi la vita». Altri ufficiali fecero esternazioni analoghe, soprattutto quelli impegnati sul fronte sudafricano, con tutta probabilità gelosi della fama raggiunta da dei "semplici sottoposti".

### Prosieguo della guerra
Data la lontananza del fronte di guerra dai più vicini avamposti britannici, la notizia della disfatta di Isandlwana e della vittoria di Rorke's Drift giunse nel Regno Unito con più di due settimane di ritardo. Lo scontro vittorioso non fu immediatamente considerato in tutta la sua importanza: l'annientamento del 1º e del 2º Battaglione del 24º Reggimento a Insandlwana fece infuriare le autorità britanniche, che non avevano sperimentato una sconfitta così cocente dai moti indiani del 1857, costituendo inoltre la più grande perdita di vite umane nelle file dell'esercito dalla battaglia di Waterloo e fino allo scoppio della prima guerra mondiale, quindi il più grave disastro militare per un intero secolo. Ciò causò la caduta in disgrazia di lord Chelmsford, che dopo la fine della guerra non avrebbe più ricoperto posizioni di comando. Altro scandalo causò l'abbandono dei corpi dei caduti di Isandlwana, che rimasero insepolti sul campo di battaglia fino al giugno successivo poiché le autorità non azzardavano una nuova invasione dello Zululand.

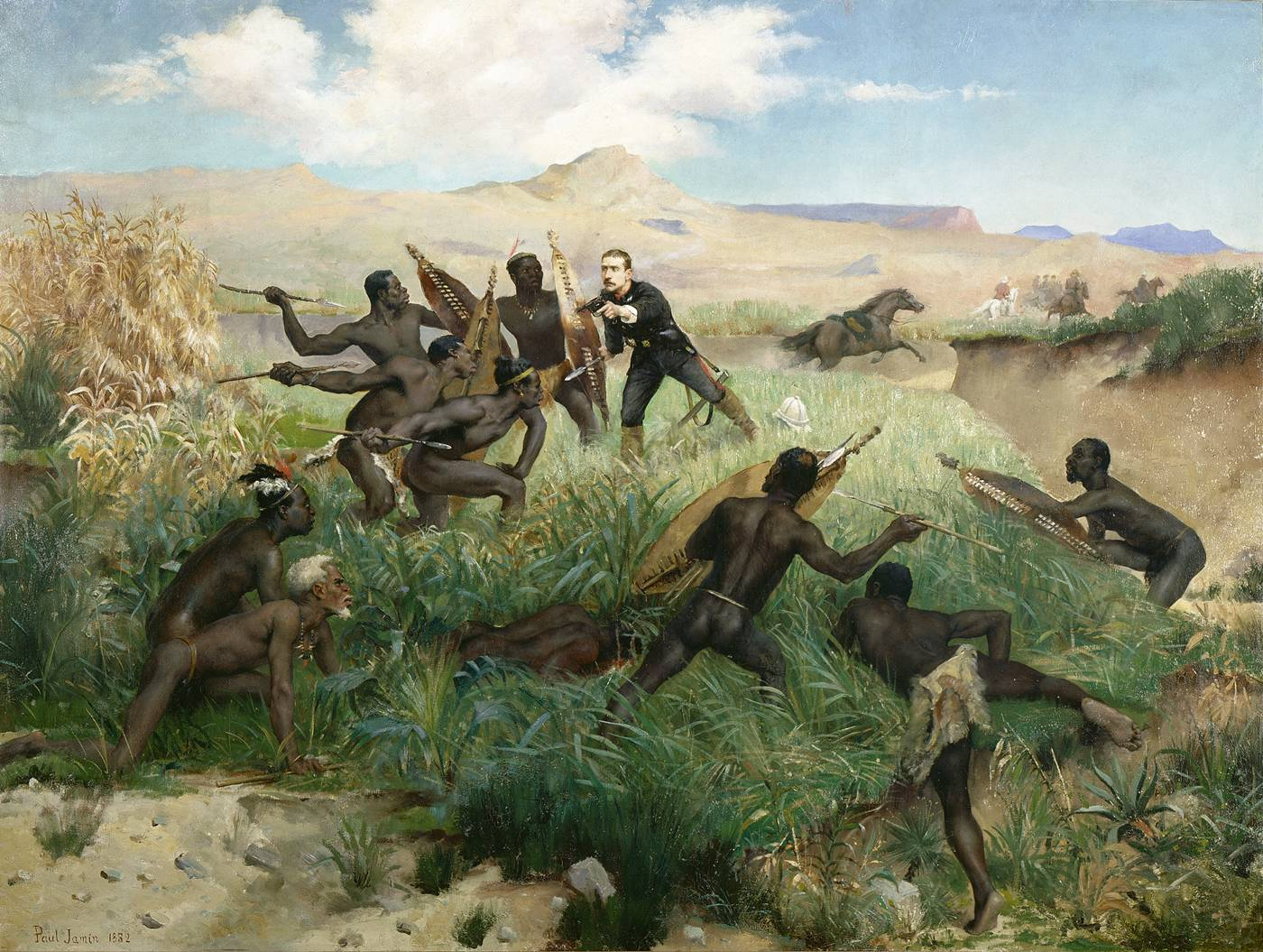
La morte del principe imperiale (Paul Joseph Jamin)

Le successive sconfitte alla battaglia di Hlobane e alla battaglia dell'Intombe e la morte in un agguato zulu del principe francese Napoleone Eugenio Luigi Bonaparte, partito volontario con le truppe coloniali, non fecero che esasperare gli animi dei britannici, per i quali vincere la guerra divenne allora una questione di orgoglio nazionale. Dopo aver rotto l'assedio di Eshowe mosso senza successo dagli zulu, i britannici annientarono l'impi alle successive battaglie di Kambula e Gingindlovu, marciando quindi su Ulundi, deponendo Cetshwayo e annettendo il Regno Zulu ai domini coloniali britannici. Dopo alterne vicende, le ultime ribellioni zulu vennero represse nel 1906, e la figura del re, a partire da Dinuzulu, figlio di Cetshwayo infine esiliato a Sant'Elena, si ridusse a un ruolo puramente cerimoniale. Gli zulu rimasero quindi soggetti all'Unione Sudafricana come popolazione inferiore fino alla fine dell'apartheid nel 1991.
Nonostante la volontà di proseguire e vincere la guerra, numerose voci di protesta si levarono contro la sua infondatezza e a difesa degli zulu, prima tra tutte quella dell'ex-primo ministro William Ewart Gladstone, che a più riprese denunciò l'illegalità dell'invasione («Diecimila zulu sono morti per nessun altro crimine che cercare di difendere contro la vostra artiglieria, coi loro corpi nudi, i loro cuori e case, le loro mogli e famiglie»). La risonanza degli scontri della guerra anglo-zulu e l'ampia copertura riservata dalla stampa portarono inoltre a vari cambiamenti in seno all'esercito britannico: in seguito alle proteste dell'opinione pubblica, vi fu ad esempio l'abolizione della fustigazione come pena corporale riservata ai soldati per gli errori commessi (come dormire durante i turni di guardia o disobbedire agli ordini dei superiori). I fallimenti della catena di comando risultarono anche in una professionalizzazione del ruolo dell'ufficiale, che da allora venne riservato solo a militari di professione, impedendo quindi agli aristocratici di accedere a posizioni nell'esercito semplicemente pagando una certa quota al governo.

## La battaglia nella cultura di massa

### Lascito storico
Gli iniziali e clamorosi insuccessi britannici nella guerra anglo-zulu, mitigati solo in parte dalla vittoria di Rorke's Drift, erano principalmente derivati dalla loro arroganza motivata dal diffuso razzismo dell'epoca, per cui gli zulu erano considerati come una "razza inferiore" e non come il formidabile popolo guerriero che aveva rapidamente assoggettato il Sudafrica orientale nella prima metà del XIX secolo grazie alle riforme e alle campagne militari del loro re Shaka. Allo stesso modo la battaglia di Rorke's Drift dimostrò la superiorità militare e tecnologica degli europei, che con un semplice manipolo di uomini ben disciplinati e armati erano riusciti a sconfiggere una forza decine di volte superiore, rafforzando quindi la fiducia nel positivismo e nella spinta colonialista. La condotta dei difensori di Rorke's Drift fu inoltre di vitale importanza per l'efficienza dell'esercito britannico: mentre a Isandlwana le truppe si erano fatte prendere dal panico rompendo la linea di difesa e venendo per questo massacrate, nella difesa dell'avamposto la disciplina dimostrata servì invece da esempio per i posteri.
La battaglia di Rorke's Drift è ancora oggi ricordata come una delle migliori dimostrazioni di valore dell'esercito britannico, così come una delle ultime resistenze più note di tutti i tempi. Anche presso la cultura zulu lo scontro è tutt'oggi ricordato, e cerimonie in onore delle anime dei guerrieri defunti si tengono regolarmente sul sito della battaglia.

### Nell'arte e nei media

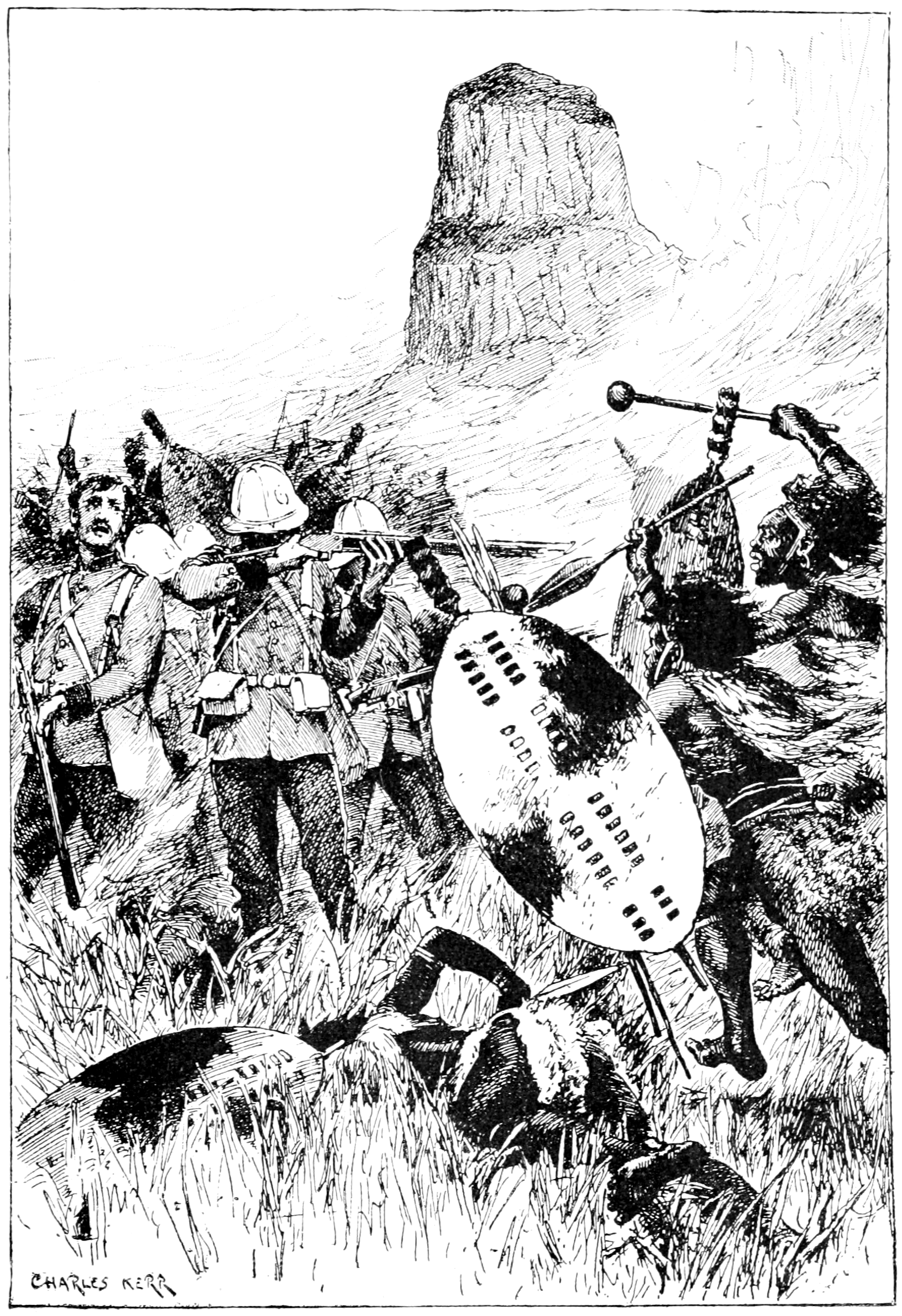
La battaglia di Isandlwana secondo Henry Rider Haggard

#### Pittura, letteratura e poesia
Fin da subito la battaglia di Rorke's Drift influenzò molto il mondo dell'arte, ispirando in breve tempo due notissimi quadri, entrambi intitolati La difesa di Rorke's Drift, dipinti rispettivamente da Alphonse-Marie-Adolphe de Neuville ed Elizabeth Thompson, quest'ultima commissionata direttamente dalla regina Vittoria. Anche William Jones, uno dei difensori premiati con la Victoria Cross, dipinse alcune tele sulla battaglia, che tuttavia per la sua amatorialità come pittore non conobbero mai grande fortuna al di fuori dei circoli specialistici.
In letteratura gli eventi della guerra anglo-zulu ebbero un narratore d'eccezione: Henry Rider Haggard, autore de Le miniere di re Salomone e delle avventure di Allan Quatermain, dopo aver egli stesso visitato i campi di battaglia sudafricani narrò in maniera enfatica gli eventi del 22-23 gennaio 1879 nel racconto The Tale of Isandhlwana and Rorke's Drift, incluso nel periodico The True Story Book nel 1894. La battaglia venne inoltre ricordata dal poeta J. T. Sprüzen nel suo poemetto The Battle of Rorke's Drift.

#### Cinema
Mentre nel Regno Unito lo scontro divenne presto celebre, tutt'oggi in Sudafrica l'evento è sconosciuto alla maggior parte della popolazione, così come molti dettagli della guerra anglo-zulu. Nel 1964 tuttavia, a 85 anni dagli avvenimenti, la battaglia di Rorke's Drift conobbe nuova popolarità grazie ad un film di guerra intitolato Zulu, diretto da Cyril Endfield, con Stanley Baker nel ruolo di Chard e Michael Caine in quello di Bromhead.
Il film, pur con varie libertà artistiche nella rappresentazione dei personaggi, del preludio e della fine dello scontro, è sostanzialmente fedele agli eventi storici per quanto riguarda la dinamica della battaglia stessa. Il film dipinge gli zulu non come semplici selvaggi, ma come coraggiosi guerrieri capaci di rispettare il loro nemico. Inoltre i componenti dell'impi non sono comparse, ma veri guerrieri zulu reclutati dalla produzione nel KwaZulu-Natal, così come l'interprete di re Cetshwayo Mangosuthu Buthelezi, suo discendente e uno dei più influenti capi zulu tra fine XX e inizio XXI secolo. La pellicola è stata elogiata per aver ricreato l'atmosfera snervante e ansiogena che caratterizzò la battaglia di Rorke's Drift. Nonostante mostri la battaglia unicamente dal punto di vista britannico, il film è diventato comunque d'ispirazione per il nazionalismo zulu in particolare e africano in generale.

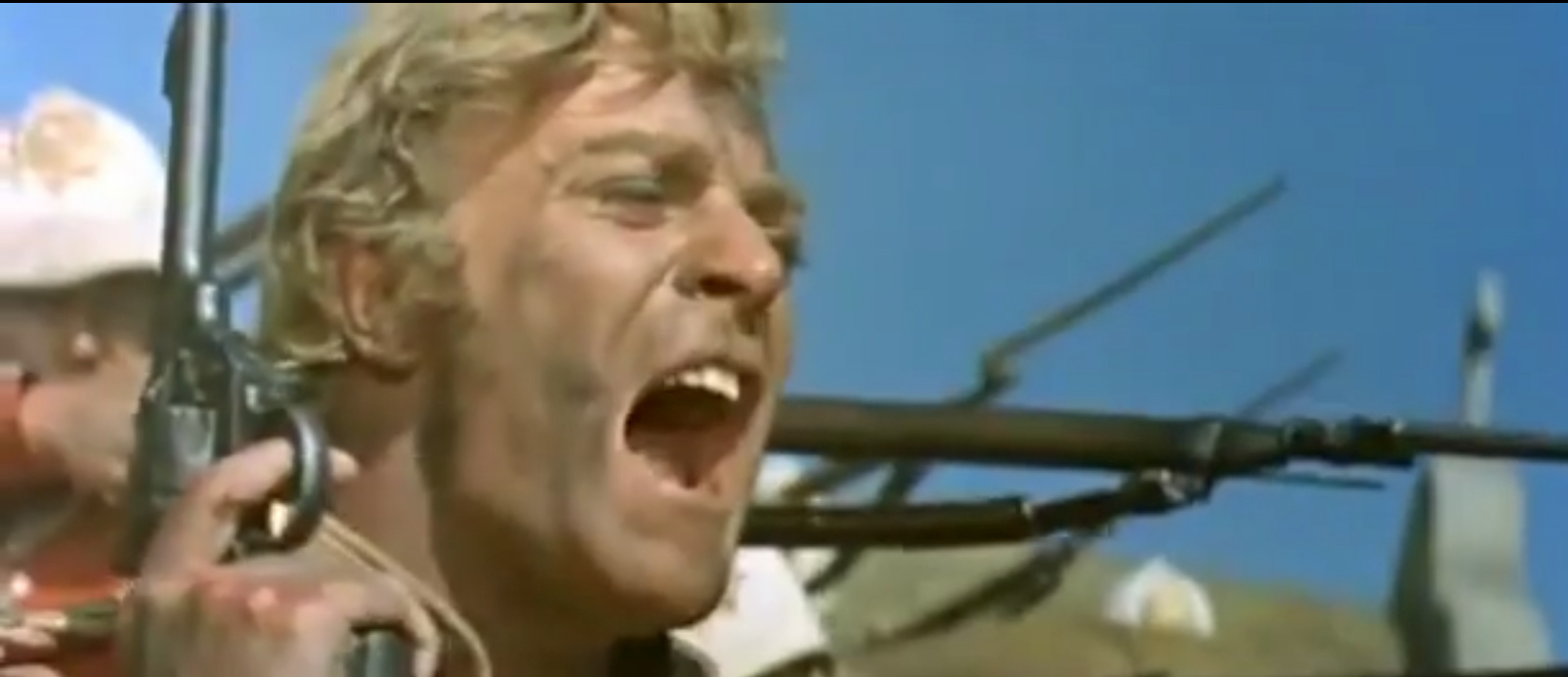
Michael Caine, che in Zulu interpreta il tenente Bromhead, nella scena della difesa finale di Rorke's Drift

Assai meno nota è l'esistenza di un'ulteriore pellicola inerente alla battaglia, girata nel 1914: si trattava di un mediometraggio muto dal titolo Rorke's Drift, con l'attore Richard Tucker come assoluto protagonista e dalla lunghezza di 56 minuti. Il film, diretto da Richard Ridgely e prodotto dalla Edison Company, narra la storia dell'eroico soldato Tommy Brandon (personaggio immaginario interpretato da Tucker), che dopo varie vicissitudini parte da Rorke's Drift alla vigilia dell'attacco zulu per avvisare lord Chelmsford del pericolo.

#### Fumetti, canzoni e giochi
La celebrità della battaglia è stata tale da ispirare un fumetto dell'universo di Guerre stellari, intitolato To the Last Man (2004), in cui si racconta dello scontro di una razza di alieni primitivi contro gli imperiali, dove il conflitto ricalca l'andamento della guerra anglo-zulu e degli scontri a Rorke's Drift. Sempre a fumetti, Gino D'Antonio ha utilizzato l'episodio come soggetto per il suo albo L'uomo dello Zululand (1976), pubblicato nella collana delle Edizioni Cepim Un uomo un'avventura e che riprende in maniera abbastanza fedele la battaglia.
Anche nel mondo della musica la battaglia di Rorke's Drift ha ispirato dei pezzi. Nell'esercito britannico è ancora oggi suonata la Ballata di Rorke's Drift, una marcia popolare soprattutto nei reggimenti gallesi per via dell'origine di molti dei difensori. La canzone Rorke's Drift dell'album The Last Stand (2016) del gruppo rock svedese dei Sabaton parla proprio della battaglia, rendendo omaggio ai difensori dell'avamposto per la loro improbabile impresa.
La battaglia è anche presente come uno dei "Punti di Svolta" nell'espansione The Art of Supremacy del videogioco strategico Empire Earth II, dove è possibile controllare alternativamente i britannici o gli zulu.
La battaglia è stata infine rappresentata nei giochi da tavolo: uno, chiamato Zulus on the Ramparts!, le è interamente dedicato; mentre nell'immaginario di Warhammer sono presenti una serie di scenari chiamati Blood Bath at Orc's Drift: realizzati nel 1985 da Joe Dever, Gary Chalk e Ian Page, sono sin dal nome ispirati alla battaglia (più precisamente gli autori hanno avuto l'idea dopo la visione del film Zulu).

### Annotazioni
1. ↑  Di cui 1 morto per fuoco amico intenzionale all'inizio della battaglia. Cfr. sezione La battaglia.
2. ↑  Per una ricostruzione grafica degli edifici e lo svolgimento in essi dei combattimenti, cfr. Thornton 2017, cap. Picture Section.
3. ↑  Come ammise lo stesso Bartle Frere, la posizione degli zulu era ormai compromessa: circondati da nazioni e colonie ostili (il Transvaal, il Regno degli Swazi, il Natal e il Mozambico portoghese), era solo questione di tempo prima di una guerra con qualcuno di essi. Cfr. Yorke 2005, cap. 1 - Road to War: The Storm-Cloud Gather, pp. 24-25.
4. ↑  Alcuni tuttavia dubitano dell'effettiva permanenza di Adendorff a Rorke's Drift durante la battaglia, accusandolo di essere a sua volta fuggito verso il Natal nonostante Chard lo menzioni esplicitamente nel suo resoconto della battaglia. Cfr. Snook 2010, cap. Chapter 1 - Nothing Will Happen, pp. 24-25.
5. ↑  Secondo alcuni il caporale Anderson, di origine boera o scandinava, era uno dei malati che aveva deciso di evacuare all'ultimo momento (Thornton 2017, cap. Those warriors, p. 5), mentre per altri tentò semplicemente di disertare, venendo "giustamente" punito (Snook 2010, cap. Chapter 2 - Trouble in the Wind, pp. 18-19).
6. ↑  Le stime variano da un minimo di 350 a un massimo di 650. Cfr. Snook 2010, p. 19.
7. ↑  La guida africana del tenente Chard, fuggita da Rorke's Drift ma sorpresa dalla venuta dell'impi, si era nascosta in una grotta sulla collina e assistette all'uccisione di almeno un cecchino zulu. Cfr. Snook 2010, cap. Chapter 3 - At the Point of the Bayonet, p. 17 e Yorke 2005, cap. All around the surroundings, p. 3.
8. ↑  Lo stesso tenente Chard, pur non colpevolizzando i suoi uomini, ebbe a lamentarsi dello scarso lavoro di difesa realizzato nell'ospedale, rimpiangendo i suoi sottoposti genieri rimasti a Isandlwana e massacrati poche ore prima. Cfr. Yorke 2005, cap. They pressed us very hard, p. 2.

### Riferimenti
1. 1 2 3 4 5  Greaves 2012, cap. Introduction, p. 1.
2. 1 2 3  Hobbs e Rankin 2003, p. 3.
3. 1 2 3  Knight e Castle 2000, p. 32.
4. 1 2 3  Beckett 2019, p. 8.
5. 1 2 3  Snook 2010, cap. Chapter 1 - Nothing Will Happen, p. 3.
6. 1 2  Knight e Castle 2000, p. 25.
7. 1 2 3  Snook 2010, cap. Chapter 1 - Nothing Will Happen, p. 2.
8. 1 2 3  Greaves 2012, cap. Introduction, p. 2.
9. 1 2  Snook 2010, cap. Chapter 1 - Nothing Will Happen, p. 4.
10. 1 2  Knight 2011, cap. 3 - The shadow of the Great White Queen, p. 2.
11. 1 2 3 4  Hobbs e Rankin 2003, p. 4.
12. 1 2  Greaves 2012, cap. Introduction, p. 6.
13. ↑  Knight e Castle 2000, p. 20.
14. ↑  Jaffe 1980, p. 113.
15. 1 2 3  Greaves 2012, cap. Introduction, p. 7.
16. ↑  Yorke 2005, cap. 1 - Road to War: The Storm-Cloud Gather, pp. 3-4.
17. ↑  Greaves 2012, cap. Introduction, pp. 7-8.
18. ↑  Knight e Castle 2000, p. 17.
19. 1 2 3 4 5 6 7  Jaffe 1980, p. 114.
20. ↑  Knight e Castle 2000, p. 21.
21. ↑  Yorke 2005, cap. 1 - Road to War: The Storm-Cloud Gather, p. 5.
22. ↑  Greaves 2012, cap. Introduction, p. 9.
23. 1 2 3 4 5  Knight e Castle 2000, p. 22.
24. 1 2  Greaves 2012, cap. Introduction, p. 11.
25. 1 2 3  Greaves 2012, cap. Introduction, p. 12.
26. ↑  Yorke 2005, cap. 1 - Road to War: The Storm-Cloud Gather, p. 1.
27. ↑  Yorke 2005, cap. 1 - Road to War: The Storm-Cloud Gather, p. 13.
28. ↑  Yorke 2005, cap. 1 - Road to War: The Storm-Cloud Gather, p. 7.
29. ↑  Yorke 2005, cap. 1 - Road to War: The Storm-Cloud Gather, pp. 14-15.
30. ↑  Yorke 2005, cap. 1 - Road to War: The Storm-Cloud Gather, p. 10.
31. ↑  Greaves 2012, cap. Introduction, p. 13.
32. ↑  Yorke 2005, cap. 1 - Road to War: The Storm-Cloud Gather, p. 9.
33. ↑  Greaves 2012, cap. Introduction, pp. 13-14.
34. 1 2 3  Greaves 2012, cap. Introduction, p. 14.
35. ↑  Yorke 2005, cap. Road to War: The Storm-Cloud Gather, pp. 16-17.
36. 1 2  Yorke 2012, cap. The Days Befor Battle, p. 1.
37. ↑  Yorke 2012, cap. The Days Befor Battle, p. 2.
38. 1 2  Yorke 2005, cap. 1 - Road to War: The Storm-Cloud Gather, p. 19.
39. 1 2 3 4 5 6 7  Greaves 2012, cap. Chronology, p. 1.
40. 1 2 3 4  Greaves 2012, cap. Introduction, p. 16.
41. 1 2  Greaves 2012, cap. Introduction, p. 19.
42. ↑  Knight e Castle 2000, p. 23.
43. ↑  Yorke 2005, cap. 1 - Road to War: The Storm-Cloud Gather, pp. 23-24.
44. ↑  Bancroft 2010, cap. The Defence of Rorke's Drift, p. 1.
45. ↑  Yorke 2005, cap. 1 - Road to War: The Storm-Cloud Gather, p. 22.
46. 1 2  Knight e Castle 2000, pp. 26-27.
47. ↑  Knight e Castle 2000, p. 27.
48. ↑  Knight 2011, cap. 12 - The shadow of the Great White Queen, p. 1.
49. ↑  Yorke 2012, cap. Kit: The British and Colonial Forces, p. 5.
50. 1 2  Greaves 2012, cap. Expected to undertake, p. 2.
51. ↑  Greaves 2012, cap. Expected to undertake, p. 3.
52. 1 2  Greaves 2012, cap. It is an impressive scene.
53. ↑  Knight e Castle 2000, p. 30.
54. ↑  Knight e Castle 2000, pp. 30-31.
55. ↑  Knight 2011, cap. 14 - A big fuss over a small matter, p. 1.
56. ↑  Snook 2010, cap. Chapter 1 - Nothing Will Happen, p. 1.
57. ↑  Thornton 2017, cap. And bite the bullet, pp. 1-2.
58. ↑  Knight e Castle 2000, p. 29.
59. 1 2  Knight e Castle 2000, p. 33.
60. ↑  Yorke 2012, cap. The Descent to War, p. 1.
61. ↑  Thornton 2017, cap. First Blood, p. 1.
62. 1 2  Henson 2018, cap. La battaglia di Rorke's Drift, p. 5.
63. ↑  Snook 2010, cap. Chapter 1 - Nothing Will Happen, p. 6.
64. ↑  Thornton 2017, cap. First Blood, pp. 1-2.
65. ↑  Snook 2010, cap. Chapter 1 - Nothing Will Happen, p. 5.
66. 1 2  Thornton 2017, cap. Chard Arrives, p. 3.
67. ↑  Yorke 2012, cap. The Descent to War, pp. 2-3.
68. ↑  Knight e Castle 2000, p. 34.
69. 1 2  Henson 2018, cap. La battaglia di Rorke's Drift, p. 1.
70. 1 2  Bancroft 2010, cap. The Defence of Rorke's Drift, p. 2.
71. ↑  Yorke 2012, cap. The Descent to War, pp. 3-4.
72. ↑  Henson 2018, cap. La battaglia di Rorke's Drift, p. 7.
73. 1 2 3  Knight 2011, cap. Prologue - The sun turned black, p. 2.
74. ↑  Beckett 2019, p. 5.
75. 1 2  Bocchiola 2020, cap. Rule, Britannia, p. 2.
76. ↑  Yorke 2005, cap. The Mbzankomo.
77. 1 2 3 4  Placuzzi 2020, cap. La battaglia di Rorke's Drift.
78. 1 2  Bancroft 2010, cap. Foreword, p. 1.
79. 1 2  Yorke 2012, cap. The Descent to War, p. 5.
80. 1 2 3  Bancroft 2010, cap. John Card, p. 3.
81. ↑  Thornton 2017, cap. Chard Arrives, p. 1.
82. 1 2  Snook 2010, cap. Prologue, p. 5.
83. 1 2  Bancroft 2022, cap. Introduction, p. 3.
84. ↑  Snook 2010, cap. Chapter 1 - Nothing Will Happen, p. 14.
85. ↑  Greaves 2012, cap. Chronology, p. 1 e John Chard's account, p. 1.
86. ↑  Thornton 2017, cap. Chard Arrives, p. 4.
87. ↑  Snook 2010, cap. Prologue, p. 6.
88. 1 2  Thornton 2017, cap. Chard Arrives, p. 5.
89. 1 2 3  Greaves 2012, cap. John Chard's account, p. 2.
90. ↑  Thornton 2017, cap. You Will All Be Murdered!, pp. 2-4.
91. 1 2  Snook 2010, cap. Chapter 1 - Nothing Will Happen, p. 20.
92. ↑  Snook 2010, cap. Prologue, p. 7.
93. ↑  Snook 2010, cap. Prologue, p. 4.
94. 1 2  Thornton 2017, cap. The News Reaches Chard.
95. 1 2 3 4 5  Greaves 2012, cap. John Chard's account, p. 3.
96. 1 2 3 4  Knight 2011, cap. 25 - We stood up face to face, white men and black..., p. 1.
97. ↑  Henson 2018, cap. La battaglia di Rorke's Drift, p. 8.
98. 1 2  Thornton 2017, cap. The ground in front of the hospital, p. 1.
99. ↑  Snook 2010, cap. Chapter 2 - Trouble in the Wind, p. 4.
100. 1 2 3 4 5 6 7 8 9 10  Knight 2011, cap. 25 - We stood up face to face, white men and black..., p. 2.
101. 1 2 3  Thornton 2017, cap. You Will All Be Murdered!, p. 4.
102. ↑  Henson 2018, cap. La battaglia di Rorke's Drift, pp. 2-3.
103. ↑  Bancroft 2022, cap. 7 - Homecomings.
104. ↑  Snook 2010, cap. Chapter 1 - Nothing Will Happen, p. 21.
105. ↑  Snook 2010, cap. Chapter 1 - Nothing Will Happen, p. 26.
106. ↑  Bancroft 2010, cap. John Card, p. 4.
107. 1 2 3 4  Greaves 2012, cap. John Chard's account, p. 4.
108. 1 2 3 4 5  Thornton 2017, cap. Those warriors, p. 1.
109. 1 2  Snook 2010, cap. Chapter 2 - Trouble in the Wind, p. 17.
110. 1 2  Thornton 2017, cap. Those warriors, p. 4.
111. ↑  Snook 2010, cap. Chapter 3 - At the Point of the Bayonet, p. 12.
112. 1 2 3 4 5  Thornton 2017, cap. Introduction, p. 1.
113. ↑  Snook 2010, cap. Chapter 1 - Nothing Will Happen, pp. 9-11.
114. 1 2 3 4 5 6 7 8 9 10  Ashon 2018, cap. Trentaquattresima camera - Livelli di diavoli, p. 3.
115. 1 2  Snook 2010, cap. Chapter 3 - At the Point of the Bayonet, p. 6.
116. ↑  Yorke 2012, cap. Kit: The British and Colonial Forces, pp. 1-2.
117. ↑  Snook 2010, cap. Preface, pp. 6-7.
118. ↑  Snook 2010, cap. Chapter 1 - Nothing Will Happen, p. 22.
119. 1 2  Snook 2010, cap. Chapter 2 - Trouble in the Wind, p. 3.
120. 1 2 3 4  Yorke 2012, cap. Desertion and Defensive Redeployment, p. 1.
121. ↑  Snook 2010, cap. Prologue, p. 3.
122. ↑  Snook 2010, cap. Chapter 3 - At the Point of the Bayonet, p. 31.
123. ↑  Bancroft 2010, cap. uMKungu, pp. 1-2.
124. ↑  Snook 2010, cap. Chapter 2 - Trouble in the Wind, p. 14.
125. 1 2 3  Snook 2010, cap. Preface, p. 4.
126. 1 2 3  Snook 2010, cap. Chapter 2 - Trouble in the Wind, p. 18.
127. 1 2 3  Beckett 2019, p. 6.
128. ↑  Snook 2010, cap. Chapter 2 - Trouble in the Wind, pp. 15-16.
129. 1 2 3 4  Henson 2018, cap. La battaglia di Rorke's Drift, p. 9.
130. 1 2 3 4 5 6 7 8 9 10 11  Greaves 2012, cap. Chronology, p. 2.
131. 1 2  Thornton 2017, cap. Those warriors, p. 5.
132. 1 2  Yorke 2012, cap. Desertion and Defensive Redeployment, p. 2.
133. ↑  Thornton 2017, cap. Those warriors, p. 3.
134. 1 2  Snook 2010, cap. Preface, p. 3.
135. ↑  Snook 2010, cap. Chapter 2 - Trouble in the Wind, p. 19.
136. ↑  Snook 2010, cap. Chapter 2 - Trouble in the Wind, p. 20.
137. 1 2 3  Snook 2010, cap. Chapter 2 - Trouble in the Wind, p. 21 e Chapter 3 - At the Point of the Bayonet, pp. 14-15.
138. ↑  Yorke 2005, cap. Opening Shots, pp. 1-2.
139. 1 2 3 4 5 6 7  Knight 2011, cap. 25 - We stood up face to face, white men and black..., p. 3.
140. ↑  Yorke 2012, cap. Possibly some hesitation, p. 1.
141. ↑  Snook 2010, cap. Chapter 2 - Trouble in the Wind, pp. 11-13 e Chapter 3 - At the Point of the Bayonet, p. 1.
142. ↑  Yorke 2005, cap. Pour in upon us, p. 1.
143. 1 2 3  Stevenson, Knight e Baynham-Jones 2023, cap. 37. Private John Jones.
144. 1 2 3 4 5  Knight 2011, cap. 25 - We stood up face to face, white men and black..., p. 4.
145. ↑  Snook 2010, cap. Chapter 3 - At the Point of the Bayonet, pp. 10-11.
146. 1 2  Snook 2010, cap. Chapter 3 - At the Point of the Bayonet, p. 1.
147. ↑  Snook 2010, cap. Chapter 3 - At the Point of the Bayonet, p. 2.
148. ↑  Snook 2010, cap. Chapter 3 - At the Point of the Bayonet, p. 14.
149. ↑  Snook 2010, cap. Chapter 3 - At the Point of the Bayonet, p. 5.
150. ↑  Snook 2010, cap. Chapter 3 - At the Point of the Bayonet, pp. 15 e 25.
151. ↑  Snook 2010, cap. Chapter 3 - At the Point of the Bayonet, p. 21.
152. ↑  Yorke 2005, cap. A final firing position.
153. 1 2 3 4 5  Stevenson, Knight e Baynham-Jones 2023, cap. 39. Private William Jones.
154. 1 2  Yorke 2005, cap. They pressed us very hard, p. 1.
155. ↑  Snook 2010, cap. Chapter 3 - At the Point of the Bayonet, p. 7.
156. 1 2  Snook 2010, cap. Chapter 3 - At the Point of the Bayonet, p. 3.
157. ↑  Thornton 2017, cap. And bite the bullet, p. 1 e Those warriors, p. 3.
158. ↑  Snook 2010, cap. Chapter 3 - At the Point of the Bayonet, p. 4.
159. ↑  Thornton 2017, cap. Now focused on the fight.
160. 1 2  Bancroft 2010, cap. George Mabin, p. 3; il sergente Mabin avrebbe partecipato appena due anni più tardi alla battaglia di Majuba Hill, altra disastrosa disfatta britannica in Sudafrica contro i boeri.
161. ↑  Beckett 2019, mappa 4.
162. 1 2 3  Knight 2011, cap. 25 - We stood up face to face, white men and black..., p. 5.
163. ↑  Snook 2010, cap. Chapter 3 - At the Point of the Bayonet, pp. 8 e 15-16.
164. ↑  Snook 2010, cap. Chapter 3 - At the Point of the Bayonet, p. 11.
165. ↑  Snook 2010, cap. Chapter 3 - At the Point of the Bayonet, p. 22.
166. ↑  Snook 2010, cap. Chapter 3 - At the Point of the Bayonet, p. 20.
167. ↑  Yorke 2005, cap. Against the biscuit boxes, p. 2.
168. ↑  Yorke 2005, cap. Against the biscuit boxes, p. 1.
169. 1 2 3  Bancroft 2010, cap. The Defence of Rorke's Drift, p. 7.
170. 1 2  Stevenson, Knight e Baynham-Jones 2023, cap. 36. Private Evan Jones.
171. 1 2  Yorke 2005, cap. 500 killed or mortally wounded.
172. ↑  Snook 2010, cap. Preface, p. 1.
173. ↑  Henson 2018, cap. La battaglia di Rorke's Drift, pp. 4-5.
174. 1 2  Stevenson, Knight e Baynham-Jones 2023, cap. Introduction to Volume 2, p. 2.
175. 1 2  Beckett 2019, p. 7.
176. ↑  Beckett 2019, pp. 11-12.
177. 1 2  Beckett 2019, p. 14.
178. ↑  Yorke 2005, cap. Like the wind.
179. ↑  Bancroft 2022, cap. 6 - Reluctant Heroes.
180. ↑  Stevenson, Knight e Baynham-Jones 2023, cap. Combatants Index.
181. 1 2 3  Snook 2010, cap. Preface, p. 5.
182. ↑  Snook 2010, cap. Preface, p. 6.
183. ↑  Bancroft 2010, cap. Foreword, p. 3.
184. ↑  Bancroft 2022, cap. Christian Ferdinand Schiess.
185. ↑  Stevenson, Knight e Baynham-Jones 2023, cap. Aapendix II.
186. ↑  Bancroft 2010, cap. John Card, p. 6.
187. 1 2  Bancroft 2022, cap. Walter Dunne's Account, p. 3.
188. ↑  Hobbs e Rankin 2003.
189. 1 2  Bocchiola 2020, cap. Rule, Britannia, p. 3.
190. ↑  Knight 2011, cap. Acknowledgements.
191. ↑  Knight e Castle 2000, p. 7.
192. 1 2  Beckett 2019, p. 1.
193. 1 2  Bancroft 2010, cap. Foreword, p. 2.
194. 1 2 3  (EN) Supplement to The London Gazette, 2 May, 1879, in The London Gazette, 2 maggio 1879,  p. 3177.
195. ↑  (EN) The London Gazette, November 18, 1879, in The London Gazette, 18 novembre 1879,  p. 3177.
196. 1 2 3 4 5  (EN) Supplement to The London Gazette, 2 May, 1879, in The London Gazette, 2 maggio 1879,  p. 3178.
197. ↑  (EN) The London Gazette, December 2, 1879, in The London Gazette, 2 dicembre 1879,  p. 7148.
198. ↑  (EN) The London Gazette, June 17, 1879, in The London Gazette, 17 giugno 1879,  p. 3966.
199. ↑  (EN) Julian Whybra, England's Sons: a casualty and survivors' roll of British combatants for the battle of ... Isandhlwana, One Slice Books Ltd, 2004.
200. ↑  Bancroft 2010, cap. John Card, p. 7.
201. 1 2  Ashon 2018, cap. Trentaquattresima camera - Livelli di diavoli, p. 4.
202. ↑  Bancroft 2022, cap. Introduction, p. 6.
203. 1 2 3 4  Greaves 2012, cap. Introduction, p. 3.
204. ↑  Yorke 2012, cap. The Days Befor Battle, p. 4.
205. 1 2  Beckett 2019, p. 4.
206. ↑  Beckett 2019, pp. 8-10.
207. ↑  Greaves 2012, cap. Introduction, p. 5.
208. ↑  Bancroft 2010, cap. The Defence of Rorke's Drift, pp. 7-8.
209. ↑  Jaffe 1980, pp. 114-115.
210. ↑  Greaves 2012, cap. Expected to undertake, p. 1.
211. ↑  Greaves 2012, cap. Expected to undertake, pp. 1-2.
212. ↑  Yorke 2012, cap. The British Force, p. 4.
213. ↑  Snook 2010, cap. Preface, p. 7.
214. ↑  Knight e Castle 2000, pp. 12-15.
215. ↑  Knight 2011, cap. 3 - Snagged in the tree of the kings.
216. ↑  Knight e Castle 2000, p. 6.
217. 1 2 3  Stevenson, Knight e Baynham-Jones 2023, cap. Introduction to Volume 2, p. 1.
218. ↑  Snook 2010, cap. Foreword, pp. 2-3.
219. ↑  Yorke 2005, cap. 10 - Legacies and Lessons: The Military, Social and Political Significance of Rorke's Drift.
220. 1 2  Snook 2010, cap. Foreword, p. 1.
221. ↑  Knight 2011, cap. Prologue - The sun turned black, p. 1.
222. ↑   (EN) H. Rider Haggard, The Tale of Isandhlwana and Rorke's Drift, 1894.
223. ↑  (EN) J. T. Sprüzen, The Battle of Rorke's Drift, in The Battle of Rorke's Drift and Other Poems, Reading, J. J. Beecroft, 1880,  pp. 5-8.
224. ↑  Bocchiola 2020, cap. Rule, Britannia, p. 5.
225. ↑  Bocchiola 2020, cap. Rule, Britannia, p. 4.
226. 1 2  (EN) Rorke's Drift (1914), su imdb.com. URL consultato il 19 settembre 2023.
227. ↑  (EN) Welles Hartley, STAR WARS: EMPIRE #16:TO THE LAST MAN (PART 1 OF 3), su darkhorse.com, 28 gennaio 2004.
228. ↑   Marco Migliori, L'uomo dello Zululand, su ubcfumetti.com, 1996.
229. ↑   (EN) Cwrt Y Gollen Junior Band of the Prince of Wales, Ballad of Rorke's Drift, 2011.
230. ↑   (EN) Sabaton, Rorke's Drift (Music Video), 2016.
231. ↑  (EN) Brett Todd, Empire Earth II: The Art of Supremacy Review, su gamespot.com, 1º marzo 2006.
232. ↑  (EN) Zulus on the Ramparts!: The Battle of Rorke's Drift – Second Edition (2009), su boardgamegeek.com.
233. ↑  (EN) Blood Bath at Orc's Drift, su boardgamegeek.com. URL consultato il 26 marzo 2024.
234. ↑  (EN) Samira Ahmed, Why are adults still launching tabletop war?, in BBC, 13 marzo 2012. URL consultato il 26 marzo 2024.